# 彩雲国物語の用語
『彩雲国物語の用語』では、ライトノベル・アニメ『彩雲国物語』に登場した、用語について列挙し、詳細に解説する。

## 舞台となる国・地域・施設
彩雲国 （さいうんこく）
架空の国。王都は貴陽。王都のある紫州と7つの州（藍州、紅州、黄州、碧州、白州、黒州、茶州）で構成されている。
国としては最低600年の歴史がある。当初は各州を現地の豪族が治める封建制だったが、腐敗しきって朝廷は名ばかり、支配機構は全く機能せず、彩七家も自分達を守るので精一杯になった。100年以上前は戦続きで、縹家の参入により暗黒の大業年間へ悪化した。30年以上前、紫戩華が貴陽攻防戦を制して玉座に就き、各州府を立て、中央政府から派遣される州牧がそれを統括する中央集権制に移行させた。現在でも封建制時代の名残で各州での彩七家の影響力は無視できない。本編開始の8年前、戩華が病に倒れ、1人の公子が旺季派に暗殺されてからは王位争いで王都が混乱した。紅藍両家を除く彩七家はそれぞれの公子を擁立し、後宮は腐敗した。4年前に霄宰相と旺大夫が粛清し、その時2人が決めた人事が本編まで引き継がれている。
女性の社会進出は進んでいる方で、紅玉環が実質の紅家当主、縹英姫が茶家当主名代、柴凛が全商連の一支部長、胡蝶が親分衆の1人を勤めるなどしている。但し官吏への登用は紫劉輝が起案するまで実現していなかった。試験導入ということで女性教育を待たなかったこともあり、国試を通しての女性官吏登用は最初の紅秀麗から次の朱鸞まで12年開いている。

### 紫州
州府の長は王が兼ねる。不在時には王家の血筋にある者が代理を務める。『骸骨を乞う』ではリオウが紫州州牧になっている。

寒冷な気候で、冬には雪が積もる。春が過ぎると大雨の季節になる。貴族の大荘園が点在しているものの、国試派には官給田を放置している者も多い。官給の現金で支払われる割合が増えたことで、田畑の崩壊が進み、自給率は6割を切っている。蝗害により4割は切り捨てることになる。
貴陽（きよう）
紫州州都で王都。名は鬼妖からとられている。碁盤状に区画整理されている。非常時には羽林軍も出動する為、他の州都に比べても治安がいい。紫州饅頭が名物で、紫州団子も土産に売られている。
結界が張ってあるため、妖怪狐狸の類はほとんど存在しない。呪術も他の州に比べ格段に効果がない。但し大巫女の遠隔での暗示や呪殺、最高位術者の現地での封印修復、気候操作は有効である。地震もほぼ無縁だが、旺季派の数々の神器破壊により群発地震が起こる。
公子争いの時は不作続きの上、貴族や下官で買い占めが起き、人口流出、餓死が多発した。
彩七区（さいななく）
王城の周辺を7つに区分したもの。更に大貴族の邸宅が並ぶ高級区画などに分かれる。貴陽の彩七家の別宅がある地区で、彩七家関係者は家名と同じ名の区に住む。紅邵可邸は紅南区、葉棕庚の診療所は紅東区、黄奇人邸は黄東区にある。
藍家別邸（らんけべってい）
藍邸とも。彩七区一の大邸宅で、藍区の一等地にある。何年にも亘って工匠、庭師らに磨き抜かれ、国宝級と謳われる。庭院には全国からの草花を植えている。藍楸瑛が勘当される迄、住んでいた。
紅家別邸（こうけべってい）
主に紅邸と呼ばれる。小さな森が丸々入る広さ。庭院の片隅には紅家本邸と別邸にしか根付かない薔薇が植わっている。紅黎深が天邪鬼な為に李は1本も生えていない。家人は黎深に付き合える人格者揃い。李絳攸は別に自宅を持っているが、正月の切り盛りをするなど付き合いは深い。
紅邵可邸（こうしょうかてい）
紅邵可が紅家に与えられた邸で、紅南区にある。黄奇人邸や欧陽玉邸より広く、維持だけで邵可の禄の半分以上が消えている。毎夏、瓦が吹き飛ばされるのも家計に少なくない打撃を与えている。本編序盤では邸の大半が廃墟になっていた。金500両を手にいれて一度は雨漏りを撲滅したものの、紅秀麗らが茶州に赴任している間に逆戻りした。庭院には池もあるが、魚は飢饉で食べ尽くした。樹木も根まで食べて花も咲かなくなったが、紫劉輝から桜、紅黎深から李の植木を贈られた。ひぐらし山の山神が与えた枝垂れ桜も後に花開いた。
黄奇人邸（こうきじんてい）
黄奇人の邸で、黄東区にある。裏手の山には石斛が生えている。
碧珀明邸（へきはくめいてい）
家主が吏部所属の為、公休日でもまず留守。門番の口は余り堅くない。碧歌梨一家の宿泊所第一候補。
欧陽玉邸（おうようぎょくてい）
家主の人柄を表すように、できうる限りの彫り細工、飾りが施されてジャラジャラしている。色彩感覚はばっちりで、築造は伝統と流行を調和させ、庭の造りも絶妙。門番の服装すら手を抜かず、金額にして秀麗達の半年の生活費を賄えるほど。碧歌梨一家の宿泊所第二候補。
茶家別邸（さけべってい）
茶鴛洵が死去してからは放置されていた邸。茶克洵が当主として訪ねるも、荒れていた上、外交上の文が山と届いていた為、逃げ出した。
全商連貴陽支部（ぜんしょうれんきようしぶ）
彩七区の外にある、全商連の支部。近くには良質な店が揃う。
姮娥楼（こうがろう）
貴陽でも一二を争う名妓楼。格式高く、チンピラ程度では近づくことも許されない。店のあちこちに大旦那のお眼鏡に適った美術品や骨董品が飾られており、これも貴陽一と謳われる所以になっている。1階の中央は一等地で、趣味人は必ず目を留め、一流の文人はここに自作を飾って欲しいと切望する。名前の由来は嫦娥か。
松濤河（しょうとうか）
貴陽を流れる川。水門により、時間によって水かさが増減し、放水は貴陽の名物のひとつ。
西施橋（せいしきょう）
松濤河に架かる橋。紅邵可邸から姮娥楼までの間にある。榛蘇芳が橋桁に居て流された。
龍山（りゅうざん）
柳晋が遭難した山。山菜、薬草が豊富。中腹には墓が点在している。奥まったところに紅薔君の簡素な造りの墓石がある。その周りには季節折々の木が植わり、見晴らしも良い。紅邵可邸より黄奇人邸の方が近い。
ひぐらし山
小さな山だが距離感があやふやになる。きのこはあっても桜はない筈だが、異空間に枝垂れ桜の森がある。山神の少年が居て、神隠しが起きる。
砂恭（さきょう）
崔里関塞の紫州側にある街。旅人、商人らが一息つく場で、夜でも賑わっている。古書店、器楽屋などが並ぶ。全商連紫州支部砂恭地区の拠点は、無駄を排した数階建ての建物で、最上階には区長室だけがある。区長は加來。
五丞原（ごじょうげん）
紅州に接する平野。八州に通じる街道が8本ある。旺季の領地に近く、隠れ村は視認できる距離。毎年3月2日未の刻を過ぎた辺りで豪雨になる。モデルは五丈原。

#### 宮城の施設
外朝（がいちょう）
官吏が政務を行う場。
蒼明宮（そうめいきゅう）
国の最高機関。正面に正殿、周りに中央省庁が配置されている。六部より奥にある。モデルは長安城の大明宮か。
宣政殿（せんせいでん）
王が群臣と謁見する場所。正月は宣政殿がにぎわう。側面扉からも入れる。モデルは長安城の宣政殿か。
大堂（おおひろま）
朝儀が開かれる場。礼部預かりの進士が朝に集まる会場でもある。両方とも角川ビーンズ文庫版では席があったが、角川文庫版では削除されている。
政事堂（せいじどう）
宰相会議や緊急朝議が開催される場。紫戩華によって、政事堂内での跪拝の出迎えは禁じられた。現実の政事堂は建物でなく会議そのものを指す。
奉天殿（ほうてんでん）
正式な行事はすべてここで行われる。王宮一の広さ。
府庫（ふこ）
図書室（ずしょしつ）とも。秘書省の管轄。外朝の中でも後宮に近い場所に位置し、近くには池がある。開架書庫の他、個室や仮眠室を備える。希少蔵書室の貸切には、州牧ほどの高官の署名入り書翰が要る。
紅邵可が10年以上府庫番をしていたが、当主継承の為に退官した。彼が府庫に居た頃は紫劉輝が毎日顔を出し、邵可の父茶を飲んでいった。
宝物庫（ほうもつこ）
戸部の管轄。何日見学しても足りないほどの広さ。鍵は稀代の鍵師の製作で、この世に一つきりで複製不可能。この鍵は茶州の禿鷹に盗まれた事がある。干將と莫邪も仙洞省管理でここに収められていた。
冗官室（じょうかんしつ）
冗官達に与えられた一室。春本が散乱するなど散らかり放題だったが、紅秀麗が冗官達に片付けさせた。
仙洞宮（せんとうきゅう）
仙洞省の管轄にして、縹家の縄張り。本編当初は仙洞省と呼ばれていた。一見質素な高楼だが、随所にびっしりと施された彫刻と飾り細工、数々の画、計算し尽くされた設計の合わせ技で、影絵のような存在感を持つ。八州の中心に位置する神域。ここに魑魅魍魎を封じたことで、貴陽は夢の都となった。各所の神域からの力も受け、中にあるものを押し返している。いつもは鍵がかかっていて、中には入れない。中は表向きのものと、封印が解けた時に開く裏側とがある。
牢城（ろうじょう）
紫州に点在し、王城の一角や紫州府の隅にもある。刑部管轄の刑部牢と御史台管轄の御史牢がある。刑部牢の最下層は来俊臣の寝室と化している。御史牢は主に政治犯の勾留に使う為、刑部のものより頑強ではない。
後宮（こうきゅう）
王の妃と子が住まう場。内侍省の管轄。宦官が居ないからか、男性の立ち入りには緩く、居候が許可されることもある。女官の姓は伏せる習わしだが、貴妃は訊こうと思えば訊ける。王の寝所は別にあるらしく、劉輝が暫く後宮へ行っていないと独白したり、楸瑛が珠翠に後宮に居ないと思ったら王の寝所だったかと発言している。
紫宸殿（ししんでん）
紫劉輝が怪我人が発生した時の治療場所として手配した。女官が行き来していることから後宮内にあると思われる。モデルは長安城の紫宸殿か。
桃仙宮（とうせんきゅう）
後宮のはずれにある離宮。桃遊池の辺に佇む。桃仙亭という四阿は隠れた桃花の名所。
祥景殿（しょうけいでん）
後宮の一角にあり、御史台が百合の軟禁場所として選んだ。その繋がりで冗官になった李絳攸がここを本拠に情報収集していた。本編後、鄭悠舜一家の住処となる。
穀物庫（こくもつこ）
地下にある蔵。幼少期の紫劉輝はよくここに数日閉じ込められていた。
庖厨所（りょうりどころ）
礼部からの委託で、毎日進士向けに折詰を仕出しする。よく酒呑みに酒を持ち出される。医官達が人体切開の練習として、ここで獣や魚を捌いていた。長は尚食官長。
高楼（こうろう）
禁苑の一角にある楼閣。ここの天辺からは城下を一望できる。
丹鳳門（たんぽうもん）
城門の一つ。蒼明宮への入り口。モデルは長安城の丹鳳門か。
芳林門（ほうりんもん）
城門の一つ。劉輝が都落ちする時に、紅姓官吏が開けておいた。モデルは長安城の芳林門か。

### 藍州
州牧：孫陵王（『はじまり』の約3年前に兵部尚書に昇格）、姜文仲（『紫闇』にて中央に異動）

南部に位置する水の都。13の山脈と千年以上続く大河が走る。水路が張り巡らされ、移動手段は主に舟。陸路で藍州に入ろうとすると水路の場合より日程が3倍に延びるが、武を志す者は陸では弱いと言われることを嫌って馬を使うことが多い。藍家水軍の通り道を使うには高度な操舵技術を要し、州兵による監視ができない。つまり藍家関係者ならば関塞を通らず越境もできる。海賊水賊を除けば治安は良い。

良質な塩産地と高度な製塩技術に恵まれ、塩の生産量は国内最高を誇る。国に流通する半分が藍州産で、その殆どが高級品。最高級のものは金属の金で取引される。新規に参入する場合は、組合から製塩権を得るか、既存の製塩場を買う必要があり、どちらにしても大金がかかる。藍家の取り締まりは厳しく、塩の横領は自殺行為といわれる。

米なども栽培しており、藍家商人が隠蔽しているが、収穫高は紅州に追随する。農作業の折々に南栴檀の煮汁を散布する風習があり、雲霞や飛蝗の害は他州より少ない。長雨により収穫量が半減した。紫劉輝が手厚く救済した後は、文仲と藍家が大運河と堤を設計し、水害をよく防いでいる。藍州八珍味に「藍鴨の卵の塩漬け」「喉頭茸」がある。

藍州人は独特の美しい発音を持つ。藍州人と紅州人は反りが合わない。
玉龍（ぎょくりゅう）
藍州の州都。石造りの家が水に浮かぶようにして並び、橋はどれをとっても国宝になりそうな細工と歴史を備える。水路が張り巡らされているにもかかわらず、悪臭がしない。何十年も戦火を免れ、突き抜けるように明るく開放的な雰囲気。貴陽よりも栄える。モデルは烏鎮か。
湖海城（こかいじょう）
藍本家の居城。表の本邸。縦横に堀や水路を巡らし、王城よりも強固な水の要塞。上から見ると水に浮かんでいるように見えることから、その名が付けられた。その絶景を詠う詩歌は千を超えるといわれる。
龍牙塩湖（りゅうがえんこ）
良質な塩の産地。内陸最大の塩湖。神器破壊による長雨で他の塩湖共々氾濫、農地の水没と塩害を引き起こした。
臥竜山脈（がりゅうさんみゃく）
玉龍より奥にある、人跡未踏の高峰。九彩江を擁する。
九彩江（きゅうさいこう）
江と付くが、河川だけでなく臥竜山脈も含めた一帯を指す。玉龍からは通常3日、無茶をすれば半日で着く。万年雪を頂く12の山に108の湖沼が点在している。溶け出した土の影響で、湖水は翡翠色になっている。プランクトンなどは底の白土に吸われて、水底が見えるほど透明度が高い。同時に殆どの池に魚は棲んでいないが、湖の1つだけ、鱗のない魚が棲んでいる。
蒼玄と蒼遥姫が108の妖を宝鏡に封じたところ、耐えきれず割れた。遥姫が二胡を奏でると、鏡の破片は湖沼となって妖を封じたとの伝説が残る。縹家指定の神域で、12の山にはそれぞれ宝鏡が安置され、全部が割られない限りは封印を保てる。州府の支配が及ばない禁域で、古からの契約に則り藍家が管理する。昔からある村々を除けば、立ち入りには藍家の許可が要る。ここで犯罪が行われていても、藍家、縹家、州府何れも責を負わない。王が立ち入った場合、配下は手助けしてはいけないとの暗黙の掟がある。かつて足を踏み入れた王族の多くが死んだり、気が狂ったとされる。踏み込んだ者が行方不明になるので、州府も入り口に命が惜しければ回れ右との立て看板を立てたり、観光本では自殺名所と扱われている。
藍家直系と麓の村の人間はこの中でも迷わない。この地で藍龍蓮の名は特別な意味を持ち、雨を鎮めるなどできる。熊猫（パンダ）は九彩江の主と見做されている。藍鴨と喉頭茸はここにしか生息しない。神器破壊による長雨で濁流となり、かつての景観は見る影も無くなった。モデルは九寨溝か。
竜眠山（りゅうみんざん）
楸瑛の足で丸1、2日登った高度にある高峰。麓に蒼湖と社がある。社は九彩江を守るもので、蒼玄の時代から基礎や骨組みは変わっていない。貴陽別邸よりも小さく質素で古ぼけた館だが、「盟約」により藍家当主は夏の間ここで過ごし、藍家の総本山と扱われる。藍家直系はここで過ごす内に高山病への耐性を付ける。
宝鏡山（ほうきょうさん）
竜眠山の隣の山。次の様なお伽話が残されている。「昔々、時の王が9人の息子による跡目争いに辟易して、宝鏡山に行って帰ってこいと命じた。6人は帰らず、3人は気がふれた。息子はもう1人居て、王からは引き留められたが宝鏡山に立ち入り、無事に帰って国は栄えた」。史実でも類似例が数多く残る。姜文仲は、王が兇手を使って息子達を始末、末息子だけは臣下の助けを得て名君になれたのではないかと推測し、縹家が王侯貴族を吟味する場として利用して来たとも確信している。
鎮めの社（しずめのやしろ）
高標高に位置する急勾配で苔むした針葉樹林、108段の石段を抜けた先にある。仙洞宮を思わせる古く壮麗な造りで、そこそこの広さ。藍家が定期的に掃除、修繕をしている。縹家の巫女が非常駐で滞在する。近くに激流の滝や河もあり、舟で行き来できる。縹家に通じる「通路」がある。
外れの仕掛け扉から地下に続く階段を降りると、木の格子で遮られた座敷牢が並んでいる。最奥の間には離魂用の鏡があったが、黒狼に割られた。別に山の名の由来となった、妖が封印された宝鏡も奉斎されている。封印の要となる神体で、破壊されれば宝鏡山が吹き飛んでもおかしくないが、旺季派に割られ、社は崩壊し、長雨、ひいては水害、塩害も引き起こす。
蒼湖（そうこ）
竜眠山の麓にある湖。108の湖沼の中でもっとも標高が高い所にあり、長大な面積を誇る。朝夕には凪いで水面は鏡面のようになる。
彩八仙の池（さいはっせんのいけ）
九彩江にある湖沼の一つ。九彩江では唯一、旱魃でも枯れず、真冬でも枯れない為、現地人の命綱。これは九彩江の大いなる謎のひとつでもある。温泉が沸いているが、水深があり過ぎ、上流から雪解け水が流れ込んでいる為、水面では熱くない。
龍頭山脈（りゅうずさんみゃく）
藍州と紅州を隔てる山脈。紅邵可に言わせると、この山脈の標高が低ければ、紅藍両家は四六時中喧嘩してとっくに両家の家名は消えていた。
龍牙山脈（りゅうがさんみゃく）
近くの峠の旅籠に、紫劉輝らが泊まった。

### 紅州
州牧：劉志美（『紫闇』にて中央に異動）、荀彧（『骸骨』より）

州尹：荀彧（『骸骨』にて州牧に昇格）

紫州の東に位置する杜の都。紫州との境の多くは天険な山岳地帯で、東坡の大渓谷は第一の要衝。藍州との間にも龍頭山脈があり、行き来を困難にしている。白州との間に紅山がある。紅州の関塞は山岳地帯と沃野を併せ持ち、一つ残らず難攻不落。

李と梨が同時期に咲く。夏の終わりから秋の初めまで高温多湿、霧も出る。その後は乾燥し、雨も滅多に降らなくなる。秋に風と土の卦が強まることで実り豊か。秋の終わり、数日気温が上がり霧が出た後、数日紅風と呼ばれる強い木枯しが紫州まで吹く。冬でも雪は珍しく専ら雨。肥沃な土壌と何本もの大河により国一番の穀倉地帯で、1割だけで碧州の数年分に相当する。白黒両州から何度も侵略された経緯もあり、毎年冬になって行き来が難しくなるまで多くの食糧を輸出している。本編までの数十年は蝗害が起きていなかったが、旺季派の神器破壊により碧州から飛蝗の群れが流れ込み、収穫量の6割が壊滅した。それ以後も度々起こっているものの、小規模に留められている。

穀物に隠れがちだが、石炭の埋蔵量は国随一で、良質な木炭も取れる。燃える油と鉄も豊富。紅一族秘蔵の大量製鉄技術、地形、紅州男児の馬術と合わせ、戦に長けた土地柄。州境を閉鎖しても何ら支障はなく、紅家が王家に対し強気でいられる一因になっている。近年、生活水準と出生率が上がっている。

紅州人は自分優先主義で身内意識が強く高飛車、何かあれば城門の上を大勢の庶民が占拠して歩哨が埋もれる程に傍若無人。底無しにいい加減な為に適応力が高い。大地と世界に生かされていることを忘れず、天災で農作物が駄目になろうと黙って田畑の回復に務める。紅州男児は飽き性で好きなことしかせず、収穫期に祭りで騒げなければ鬱憤が溜まり、珍事があれば今している作業は放り投げて飛び付く。

州官も例に漏れず、高慢ちき、自信家、意固地で、自分より下の者は認めない。国試の成績が良くなかった志美には、平時には徒党を組み、あらゆることで対立する。一方で恐懼状態にあっても彼以外に不安は見せず、取り乱したことを指摘されれば渋々自省する官吏の矜恃を持つ。

紅黎深の性格は彼らの気質によるところも大きい。この気質故にか、藍州人とは気が合わない。
梧桐（ごどう）
紅州の州都。その名は鳳凰の宿木を指す。必要以上に人の手を加えず、自然の美しさを活かした景観。紅家の策謀と他者への無関心の恩恵で、千年以上戦から守られて来た。州城から城壁まで、馬でもかなりの時間がかかる程の広さ。
紅山（こうざん）
藍州九彩江に匹敵する、紅州の秘境。「五岳から帰来して山を見ず、紅山から帰来して岳を見ず」と謳われる天下一の名峰。大渓谷には年中霧が立ち込め、谷から湧き出る霧と雲が雲海となって峰々を覆う。怪石、奇松、雲海、温泉は四絶といわれる絶景の至宝。梨が多く生え、玄圃梨もある。ここに生息する猿は紅家直系に懐くという。紅山神域との単語が出ているが、詳細不明。モデルは黄山か。
黄泉の窟（よみのいわや）
岩山にある、垂直に近い角度の階段の上にある闇の迷路。この向こうに姫家の隠れ里がある。窟の入り口までには仕掛け階段や罠などもあって、登るだけで3日3晩かかる。旺季では入り口まで辿り着けず、紅邵可は辿り着けるが脱出は困難、紅黎深、凌晏樹、恐らく藍龍蓮と霄瑤璇は迷路を攻略可能。
東坡郡（とうばぐん）
紫州に接する郡。郡太守はかつて荀馨が務めていた。本編では子蘭だったが、凌晏樹に暗殺された為、紅邵可が引き継ぐ。同時に太守の補佐に李絳攸、東坡軍の指揮官に藍楸瑛が指名される。治め難さでは国でも五指に入る。東坡軍は紅州一の精鋭で、生半可な者では御せない。
東坡関塞（とうばかんさい）
紫州との境にある関塞。関塞の外には渓谷があり、跳ね橋を渡している。紅州側に蒼梧の野、紫州側に五丞原と平野に挟まれており、ここの争奪戦が天下分け目となることが多い。この関塞に紅家当主か直系が入ることは、紅一族を上げての紅州防衛を意味する。但し平時に辺境の郡太守に当主を指名しようものなら、紅一族は州府打ち壊しにかかる。
蒼梧の野（そうごのや）
東坡関塞の紅州側に広がる紅州最大の平野。奥には地獄の針山の如き大山脈がある。
燎安関塞（りょうあんかんさい）
梧桐に近い関塞。
鹿鳴山（ろくめいざん）
梧桐近くにある山。
鹿鳴山江青寺（ろくめいざんこうせいじ）
単に江青寺とも。縹家系、大社寺系列の道寺で、鹿鳴山一帯を所有する。鹿鳴山の中でも梧桐からは遠いところにある。住職は羽章。紅州の名だたる古刹で規模は大きいが、奥院は床が抜ける程の荒屋。紅州八大国宝の一つ、白仙像とそれを巻く約20畳の白布を収める。ここの高位術者が周辺一帯の「通路」を管理しているが、煩悩寺系列の不正利用には気付いていなかった。
煩悩寺八十八番、煩悩寺一〇九
#その他の地方の該当項目を参照。
河東（かとう）、西山（せいざん）、鳳翔（ほうしょう）
紅州の三大鉄産出地。旺季派によって鉄を紫州へ密輸される。
龍頭山脈
#藍州の「龍頭山脈」を参照。
紅家本邸（こうけほんてい）
山谷の中に建物が散在し、上から見ると蹲った虎のように見える。

### 黄州
北東部に位置する商人達の都で、全商連発祥の地。碧州と並び最小の州。全州から商隊が行き来する要衝で、経済力は貴陽に比肩する。経済暴落で金の卦が強まると武器の金気に転じて白黒両州を犯す、つまり開戦に繋がる。

### 碧州
州牧：慧茄（『蒼き』にて一時消息不明、『紫闇』にて復帰、『骸骨』では副宰相）、欧陽玉（『蒼き』にて臨時に、『紫闇』にて地方に異動）

紅州より南に位置する。黄州と並び最小の州。碧州人は芸術、思想、哲学、茶飲み論争など蘊蓄好きの気取り屋が多く、非常時に州府が政争に加わろうものなら激怒する。蝗害で農作物は全滅、地震で輸送路も崩落して陸の孤島と化した。
幽門石窟（ゆうもんせっくつ）
碧州の神域。断崖絶壁に瑞祥の獣や神仙が磨崖で造像されている。最奥に神器「羿の神弓」が安置されていたが、旺季派が折って蝗害、地震を引き起こす。
天山江（てんざんこう）
この沿岸で飛蝗が群れを成し、河に沿って紅州へ北上した。

### 黒州
州牧：櫂瑜（『はじまり』の数年前より、『光降る』にて茶州州牧に異動）

北西部に位置する、武術、武道が盛んな地域。数百を超える武門が並び立ち、名を上げようとする武芸者が多く入り込む。名将軍を輩出する一方で、武芸者崩れのごろつきで治安が悪くなり易い。かつては山賊湖賊が村や旅人を襲うことも日常茶飯事だった。王位争いで食い扶持をなくした者が出ると治安は一層悪化し、王位争いが終わった後も強奪に味を占めた者が多く混乱の途にあった。櫂瑜が赴任して州府の機能回復に務め、黒家を始めとする名門の協力を得て賊を一掃、国でも一二を争う良治を敷いた。

動乱時代に木を切り過ぎ、山を崩し過ぎで土壌が疲弊しており、食糧は紫州と紅州からの輸入に頼る。暖も薪ではなく紅州産石炭から取るようになっている。毎冬、厳寒と飢餓で死者が出るが、近年はその数が減ってきている。食糧不足になると決まって他州から略奪し、大業年間には何度も紅州へ攻め入った。黒芋羊羹が名産。黒州産の二胡も登場している。
遠游（えんゆう）
黒州州都で、州城がある。貴陽と文を交わすには1ヶ月とかからない。櫂瑜の功績でか、人の世話を焼きたがる者が多い。
千里山脈（せんりさんみゃく）
茶州と黒州の間にある山脈。山越えできたのは蒼玄のみとされる。良質な木材は黒州側に集中する。
西華村（せいかむら）
黒州の片隅、千里山脈の麓にある村。遠游と文を交わすのに半年ほどかかり、冬だと届かないこともある。貴陽から最速の文を出した場合でも何ヶ月もかかる。20人ほどの老人達が暮らしていた。杜影月と華眞以外の村人が全員、奇病にかかり、2ヶ月で全滅した。白夜の所在を突き止める為、縹瑠花が手の者に村からの文を握り潰させ、医者や薬が届かないようにした。
水鏡堂寺（すいきょうどうじ）
華眞が来て堂主になっていたが、後に廃寺に戻った。

### 白州
北部に位置する。武術、武道が盛んな地域で、白家がそれらの武門を取り纏める。黒州と隣り合わせで、黒州ともども山地が多く、農業は大変。暖房、食糧事情は黒州と似たり寄ったり。茅炎白酒が名産。
帰山地方（きざんちほう）
茅炎白酒を製造している地方。

### 茶州
州牧：浪燕青（『はじまり』の9年前より、『黄金』にて解任）、紅秀麗と杜影月（『紫宮』より、『光降る』にてそれぞれ冗官と州尹に降格）、櫂瑜（『光降る』より、『骸骨』にて死去）、楊修（『骸骨』より）

州尹：鄭悠舜（『はじまり』の9年前より）、鄭悠舜と浪燕青（『紫宮』より、悠舜は『紅梅』で尚書令に昇格、燕青は『光降る』まで）、杜影月（『光降る』より、「冬の華」にて中央に異動）

紫州、千里山脈を隔てて黒州に接する。物流はほぼ茶家が独占し、モノの質も量も非常に悪い。茶家の専横により他州とは没交渉で、全商連も本編の数年前にやっと食い込めたほど。糊口を凌ぐだけの自給率はあったのも他州に立ち遅れる原因となった。気候こそ悪くないものの土地は痩せており、鉱脈は特に調査しておらず、これといった産業がない。後に学究の都として、彩雲国の繁栄に大きく寄与した。名産は甘露茶、琥珀、石榮石、黔鉱石。州花は月彩花。以前の水軍は殺刃賊に劣る程度だった。

茶州州官は茶一族の脅しにも屈さず任務をこなしていただけあり、有能だが変わり者揃い。機敏にして果断、自分の辞書に無理と不可能の単語はないというのが持論。鄭悠舜の人使いが荒いせいで、泊まり込みになることもしばしば。
琥璉（これん）
茶州州都で、州城がある。貴陽から最も遠い州都で、馬車での移動で異常事態を考慮しなければ片道1ヶ月半ほどの距離。遠游よりも立ち遅れている。
琥山（こざん）
琥璉の隅にある小さな山で、州城からも見える。かつては山賊が出ていたが、浪燕青が駆逐し、州軍が定期的に見回る様になった。治安がよくなったことで、花見や紅葉狩りで人が訪れる様になった。薬草や山果実も豊富。茶州の禿鷹の2人が薬草取りで訪れており、猿の化け物に間違えられたこともある。朝日の名所。
茶家本邸（さけほんてい）
母屋の中心に茶仲障の私室が置かれ、その下に広がる広い地下室に縹英姫が監禁されていた。離れだけでも邵可邸ほどの広さ。別の離れはわざと倒壊し易く建てられている。庭院の隅には雑木林と彩八仙の社がある。
漂泊の地底湖（ひょうはくのちていこ）
茶州の神域。真上は茶家本邸で、彩八仙の社が重石になっていたが、座敷牢として血で汚される内に封印はほぼ破れかけていた。これが原因で、茶家本邸には妖らしき闇が滲み出、その不穏な気配から秋でも虫の声がしていなかった。鴛洵が人柱となり、妖は封じられた。恋涙洞の中にある地底湖と同一かは不明。
恋涙洞（れんるいどう）
茶家の近くにある洞窟。克洵が落ち込むときに使われている。克洵の泣き声が反響して幽霊と間違えられ、琥璉最新妖怪名所の一つに数えられた。奥には美しい地底湖（竹泉）があり、こちらも先述の妖怪名所のひとつ。
茶州州牧邸（さしゅうしゅうぼくてい）
後世、秀麗と影月にちなんで、紅杜邸、二牧邸と呼ばれる。茶家本家に次ぐ広さ。燕青が州牧のときはほとんど使われていなかったため、近所の子供たちが肝試しをしてお化け屋敷と化していた。
崔里（さいり）
崔里関塞の茶州側にある街。交通の要所として、砂恭同様に栄えている。
崔里関塞（さいりかんさい）
紫州と茶州の境にある関塞。地下牢を持つ。貴陽からは、賊を警戒しながらの移動だと1か月、羽林軍が駿馬を乗り継いでだと8日で到着する。茶家の息がかかっている。
絽茜（ろせん）
砂恭と金華の間にある町。
金華郡（きんかぐん）
茶州第二の都金華がある郡。郡太守は柴進。
金華（きんか）
琥連の手前に位置する街で、茶州一、商業が盛ん。夜になっても人いきれが途切れず、一見栄えているように見えるが、殺刃賊に乗っ取られていることで人々には緊張が走っている。全商連茶州支部金華特区の拠点は、琥連の茶州支部と二分する規模で、紫州支部砂恭地区の拠点より大きい。特区長は茶州支部副支部長も兼ね、柴彰が務める。
菊の邸（きくのやしき）
金華にある、茶鴛洵のかつての別邸。茶家前頭首の鴛洵が先王から菊花を下賜されたことから、この別名を持つ。金華で最高の造り、広大な敷地を持つ。門扉だけが新しくなっており、孔雀繚乱が彫られている。
峯盧山（ほうろさん）
琥璉からは遠く離れた山で、峻険さは国で十指に入る。茶州の禿鷹こと、翔琳と曜春が頂上付近に住む。茶春姫が匿われた。
柳西邑（りゅうさいむら）
茶冒が悪事を働いていた村のひとつ。
虎林郡（こりんぐん）
茶州の東にある郡で、石榮村も管轄に入る。郡太守は丙太守。虎林城へ奇病の罹患者を受け入れた。
石榮村（せきえいむら）
奇病事件と邪仙教事件の中心となった村。虎林郡の東、榮山の麓にある。硯の原料である石榮石を名産とし、村というより町として栄えている。100人近く居たが、半数以上が奇病で死亡した。
九桑村（くそうむら）
奇病患者が出た村のひとつ。
銀狼山（ぎんろうやま）
南老師と浪燕青が住んでいた山。麓の人は南老師と彼に付き従う銀狼を一緒くたに山のヌシと崇めている。
東華郡（とうかぐん）
かつて茶鴛洵が殺刃賊討伐の本拠とした郡。村や街同士に距離があって軍がばらけ易く、殺刃賊相手に疲弊しきっていた。軍が宋隼凱、黒燿世、白雷炎、司馬龍らに数ヶ月しごかれたことで、殺刃賊への抵抗力を大幅に上げた。
梁山（りょうざん）
かつて殺刃賊が本拠としていた山。水陸8カ所の関塞を持つ。水路を巧みに利用し、攻略を難しくしている。モデルは梁山泊か。
千里山脈
#黒州の「千里山脈」を参照。
榮山（えいざん）
千里山脈の内、桔林地方にある山で、石榮村を擁する。中腹に華眞の墓が建てられる。
石榮石、黔鉱石を産出する。#品物の「黔鉱石」も参照。榮山最大の採掘場は最奥部にあり、天井にいくつも明かり取りが設けられて坑道より明るい。その手前に十字路があり、右から行ける部屋に杜影月が監禁され、左側の部屋には縹漣の本体が安置されていた。他にも地図にない抜け道がいくつかある。

### その他の地方
東の諸島（ひがしのしょとう）
藁人形や超梅干など、霄瑤璇関連の「嘘」の話に出てくる。ドラマCDでは花火の掛け声（たまや）の話題が出る。
万里大山脈（ばんりだいさんみゃく）
蒼玄以来、誰も踏破していない標高不明の大霊山地帯。白州、黒州よりも北にある。縹家の隠れ宮が存在し、普通ならば人が住めない場所だが、大巫女の力で貴陽と同じ様な季節感になっている。
鹿毛島（かげとう）
紅州の東にある無人島。飛蝗が疫病で大量死を遂げたことがある。モデルは馬毛島か。
彩八仙の社（さいはっせんのやしろ）
彩八仙を祭る小さな社。どの村にも1カ所はあり、毎朝毎晩神饌が供えられる。宮城の中にもある模様。
茶本家にも八色の姓に改める前から、庭院の外れに建てられ、白い細石が敷かれ、両脇には石灯籠の並ぶ小道の向こうに宮がある。人1人が通れる程の大きさの扉、隅にある階段と通って地下に入れる。地下の奥には格子の嵌められた座敷牢がある。地下の四隅に松明はあるが、人が出入りしない時は火を入れられず暗い。漂泊の地底湖を上から押さえているが、封印が破れかかっているせいか異様な雰囲気を纏っており、幼少期の茶春姫は近付かず、彼女が作成した見取り図にも反映されなかった。
煩悩寺（ぼんのうじ）
「奇跡の子」時代に縹家が詐欺師集団に大金を渡されて整備した道寺群で、109カ所ある。全部に布施をすれば煩悩が昇華されるとかなんとか、無論詐欺である。数字の読み方もいい加減。縹瑠花が大巫女となってから「通路」共々閉鎖された筈だったが、旺季派に悪用される。「通路」の偽装で、社の上から出る仕様になっている。
煩悩寺八十八番（-はちじゅうはちばん）
紅州東坡郡の端、州境に近い煩悩寺。
煩悩寺一〇九（-いちまるきゅう）
紅州、鹿鳴山より向こう側にある煩悩寺。荒れてはいるが、程々に立派な道寺。敷地の片隅にある離れは、大人2人が入れるくらいの広さで、「通路」がある。江青寺からは精鋭が飲まず食わず馬を走らせても1日かかる距離。
名称不明
紫州の隠れ山、中腹かそれより上にある道寺。小規模だが、敷地の片隅に煩悩寺系列の「通路」が通じる御堂、その手前に鐘撞堂がある。本堂を挟んだ先には八角形の御堂と納屋が配置されている。八角形の御堂は鉄扉に南京錠がかけられ、地下に紅州から密輸した鉄が貯められている。納屋には大量の油壺が納められている。扁額から名称が削り取られている。ここを起終点に製鉄の技術者や兇手を輸送していた。

## 家柄

### 彩七家（さいななけ）
かつて7州を治めていた豪族7家のこと。王家である紫家を含めて彩八家と呼ぶことも。中央集権制に移行しつつある今も政財双方に大きな影響力を持ち、特に筆頭格である紅藍両家はその気になればそれぞれ首都機能の半分をマヒさせる程の力を持つ。王だからといって必ず忠誠を誓う訳では無いため、朝廷からすれば立派な不穏分子である。彩八家と縹家は、建国以来、直系の血を伝える義務が課せられており、十悪を犯しても取り潰しにならない。紫戩華も鏖殺には至らなかった。この事情を知らない貴族派には地位に守られた様に見え、不公平と思われている。
紫家（しけ）
頭首：戩華らの父（『はじまり』の30年以上前に死去）、戩華（『はじまり』の1年前に死去）、劉輝（「冬の華」にて死去）、重華
王家。本編中、紫姓を冠するのは劉輝のみだが、静蘭、百合など血縁は生存している。後にリオウを養子に迎え、重華が誕生した。旧姓は「蒼」。
藍家（らんけ）
頭首：雪那らの父、雪那（三つ子、『はじまり』の13年前より）
名代：楸瑛（『白虹』にて勘当）、子若（「冬の華」）
彩七家筆頭。三つ子の代で、彩七家で初めて複数人が当主になった。龍蓮の襲名、紫清苑の失脚を受け、藍姓官吏を朝廷から引き揚げ、当主を継いだ。7年後に楸瑛が文官となるが、数年後に武官に転向。本編で十三姫が筆頭女官となる。長老達の発言力が強く、清苑を擁立しようとする動きには雪那らも黙らせるよりはと表向き従った。碧家の次に芸術の面でも長けている。
藍家の人間は風の性と言われ、自由奔放に見えて、行き先は縛られている。なんだかんだと家を捨てられず、葛藤と自己嫌悪で斜に構え性格がひん曲がる。空回りと遠回りが御家芸。強運、勇敢で色男だが女人に弱く、頭も切れる筈なのにどこか抜けている。目の前の遥かな道を己が道として歩ければ、本当の自由を知り、風の道を知る者へ成長するとも語られる。
紅家（こうけ）
頭首：邵可らの父（『はじまり』の13年前に死去）、黎深（『はじまり』の13年前より、『黒蝶』にて退任）、邵可（『黒蝶』より、「冬の華」では死去）
名代：黎深（『はじまり』の13年前に頭首に就任）、玖琅（『はじまり』の13年前より）
後見：玉環（『はじまり』の30年以上前より、約30年前に死去）
彩七家の二番手で、藍家と合わせて筆頭名門と呼ばれることも。黎深が当主の時は、彼が紅州にまず帰らない為、名代の玖琅が紅州にて取り纏めていた。但し黎深も紫州から舵を取ったこともある。これまで王家に忠誠を誓ったことはなかったが、邵可が紫劉輝に対してその例を破った。
各所に鷹匠を置き、情報伝達では最速だが、それでも紅本家と貴陽の往復には半月以上掛かる。情報収集では閭官吏に遅れを取っている。琵琶の扱いでは碧家、藍家を上回る名手を輩出する。
堅守防衛が掟で、自分達こそが紅州を守って来たとの自負がある。他人には無関心だが、紅州やその民は自分の一部と捉える程、愛情深い。紅州人も最後には州府ではなく彼らを頼る。但し邵可や百合は他人にも関心を持てる様、変わるべきと考えている。紅州気質が色濃く、気位も能力も高くかつ口も性格も悪い。非常に執念深く、怒った相手の顔と名前は100年経とうと忘れない。紅家直系の言うことには一致団結するが、分家同士はいがみ合う。紅家の長男は良心を母の胎内に置いてくると言われているが、中々気を許さないだけで一度許してしまえば誰よりも情に溺れる。
黄家（こうけ）
彩七家の三番手。商業に長けている一族で、紅黎深によると動産だけなら紅家を上回っている可能性がある。情報網も八家随一。もう一つの顔は「戦商人」で、戦の際には、情報や武器を売ることで利益を得る。現在の財力も当主兄弟が戦景気で荒稼ぎした成果。直紋を用意しただけでなく、他家の者に貸したことから、鳳珠（奇人）は直系かそれにかなり近い血筋と思われる。
碧家（へきけ）
書・楽・舞・工匠などあらゆる芸能を守り育てて来た一族。中には秘伝、一子相伝のものも多い為、外部からの干渉を嫌って閉鎖的。歴史的に世論操作に利用されて来たこともあり、表現の自由を重んじる家風で、一本気で率直で曲がったことが嫌いな人物が育ち易い。当主には芸才に優れた人物が望まれる。男尊女卑だったが、女人官吏が出たことで変わりつつある。中央とは距離を置き政情に疎く、碧姓官吏も芸能、典礼関係の官職は独占しているものの、中枢部には碧珀明、碧遜史、欧陽玉の3名程度。直系に歌梨・珀明姉弟が居る。
白家（はくけ）
頭首；雷炎の父
武術や武道に長けている一族で、やはり政治には強くない。文官より武官を多く輩出する。黒家と並び、「戦争屋」と呼ばれる。
黒家（こくけ）
武術や武道に長けている一族で、やはり政治には強くない。文官より武官を多く輩出する。白家と並び、「戦争屋」と呼ばれる。
茶家（さけ）
頭首：鴛洵（『はじまり』の数十年前より、『はじまり』にて死去）、克洵（『漆黒』より）
名代：縹英姫（鴛洵と同時期）、春姫（克洵と同時期）
後見：縹英姫（『漆黒』より、『紫闇』にて死去）
彩七家の末席。直系かつ男系は途絶えているが、女系が辛うじて繋がっている。どの分野にとっても発展できないぐらい保守的な土地柄で盗賊まがいのことをしていた。劣等感も選民意識も強く、紅藍両家には扱い易い。人運に恵まれないところを、縹英姫が嫁いで安定を見た。彼女の死により身内争いが激化すると予想されたものの、結局当主自ら紫州に馳せ参じられるまでには解決できた模様。
豪族時代の意識が抜け切れず、国試への参入も彩七家で最も遅かった。中央へは余り進出しておらず、「花」の価値にも無理解。王位争いの時は鴛洵が押さえつけていたが、朝廷に居た者達の暴走は止められなかった。秀麗、影月の発案でできた学舎により、克洵が当主になった後は学究の都として彩雲国の文化・技術発展の大きな力となる。奇病事件を機に、7家で初めて紫劉輝へ忠誠を誓った。
八色の姓（やくさのかばね）
八色の姓氏とも。彩八家の姓のこと。約600年前、時の王がこの豪族達にそれぞれが治める州の名を姓として冠する様に命じ、それ以外の家系にはこの姓を名乗ることを禁じた。改める前の姓は蒼氏のみ残っていたが、時代が降るとこれも旺氏に変えられた。
直系（ちょっけい）
当主候補。現実の定義とは異なり、当主の兄弟、甥、姪は直系に入る。当主の庶子については、紫清苑や紫劉輝は直系だが、藍十三は傍系である。直系は血を残す義務が課せられている。茶鴛洵は傍系だが、直系男子が全滅したことで当主を継承した。

### 縹家（ひょうけ）
頭首：「奇跡の子」、璃桜

大巫女：瑠花（『はじまり』の約80年前より、『紫闇』にて死去）、珠翠（『紫闇』より）

王家、彩七家に次ぐ名家。始祖が蒼玄の妹・蒼遙姫であることから、王家の代わりになり得、過去に何人か緊急避難的に王を輩出している。神祗の血筋で異能の力（先見・命声・千里眼など）を持ち神事を司る反面、呪術にも長ける一族。本来は異能持ちの方が少なく、縹家自体、神祇よりは弱者の救済を中心にしていた。当主は基本的に女性が務めるが、この2代は男性が務めている。しかし「奇跡の子」への反発が元で、男性の当主は何かしでかすのではと疎まれる存在と化して、大巫女が実権を握る。

「奇跡の子」の時代、紅仙を捕らえて、彼女の力を吸い取り、子も生ませることで異能持ちの数も質も高めた。その代償に心身薄弱な「白い子供」も多く生まれた。紅仙なき今は異能持ちの出生率が下がっており、八仙の捕獲で暗躍している。「奇跡の子」時代は神祇を通して政治を牛耳る様にもなり、大業年間に繋がった。現在若手の中には神祇が軽んじられているとの不満も出ており、神器破壊に協力してかつての存在感を取り戻そうとする術者すら居る。

婚姻を結ぶと多少能力が衰えるらしく、「異能の継承」は一族の生娘にしか行えない。仙洞省の長である「仙洞令君」は縹家一族の者でなければならないなど、表立ち政治に直接かかわる部署ではないものの、一族の者への宰相会議での席が約束されており、また王位継承の執り行いへの発言力を有することから、その影響力はかなりのもの。縹家にはたまに不老長命の人間が生まれるらしく、当主・璃桜もその一人。王家の女性で才能がある女は縹家で巫女となり、ない女はどこかに嫁がされる。専門的に兇手を育てる家系で、白い子供を暗殺傀儡に仕立て上げている。

### 門家筋（もんけすじ）
八門家とも。彩家八門の家筋のこと。8家それぞれの繁栄を輔け支えてきた家系の中でも、その功績を特別に認められた一族がこう呼ばれ、時代に応じて頻繁に入れ替わるが、7家及び縹家に次ぐ名門とされる。8家同様、その姓は一族の者のみが名乗れる。
旺家（おうけ）
唯一残った紫門四家。かつての姓は主家同様「蒼」。
葵家（きけ）
旧紫門四家の一つ。歴史ある名門だったが、紫戩華に誅滅される。気位が高く、誣告で追い詰められて集団自決した。皇毅は唯一人、自決を受け入れられず逃げ出して、父に背中を斬られたところを、旺季に助け出された。音楽に長け、伝家の龍笛と奏法を持つ。
陸家（りくけ）
旧紫門四家の一つ。紫戩華の時代に粛清され、零落する。跡継ぎは銀の腕輪を嵌める慣習があり、現在は清雅が嵌めている。
司馬家（しばけ）
藍門筆頭。軍師の一族で、武芸に長けている。家訓は「強さは秘めるもの」。
姫家（きけ）
紅門筆頭で、別名「紅家の頭脳」。司馬家と同じく軍師の一族だが、武力より頭脳に偏っている。兵法書の常連。姫家から輩出される「鳳麟」の権限は紅家当主に次ぎ、紅家当主名代の上。「鳳麟」の存在は最高機密で、紅家しか知らないとされる。自他共に認める性格の悪さで、どうせ碌なことをしないと紅山を降りたがらず、研究に没頭する者が多い。その気になれば栄えられもしたが、段々と少子高齢化になっている。紅家の気性に惹かれ、ぽつぽつと降りて助けることもあるが、主や取り巻きに疎まれ、殺されたり瀕死に追い込まれること多数。裏切ることでしか大切な人を守れない。元々生への執着が薄かったこともあり、紫戩華に攻め入られる際に、当代の鳳麟を除いて集団自決している。
閭家（りょけ）
黄門一族。黄家の管財人と呼ばれるだけあり、紅藍両家に次ぐ大金持ち。
孫家（そんけ）
黒門四家の一つ。「剣聖」を輩出するが、当代の陵王は、孫家とは姓が被っただけの庶民としらばっくれている。
欧陽家（おうようけ）
碧門四家の一つ。
羽家（うけ）
縹家一門。風系統の術に優れる。最高位術者は羽羽のみ。

### その他
凌家（りょうけ）
貴族だが、晏樹を除き全滅している。
楊家（ようけ）
貴族。
榛家（しんけ）
下級貴族だが、中級貴族より裕福。蘇芳の祖父が商人として成功し、金で爵位を得た。贋作事件に関与して没落した。
琳家（りんけ）
茶州では有名な商家。子沢山で当主以外の顔は知られていない。当主が真面目で信頼に篤い影響により、琳家の紹介状があれば無名でも全商連から信用される。茶朔洵が架空の人物、琳千夜として振る舞っている間に、琳家は殺刃賊に幼少の者などを除いて皆殺しにされる。
柴家（さいけ）
茶州の名門。名官吏を輩出して来たが、茶家に阿らなかったことで没落した。凛と彰は極貧の余り、母を栄養失調で亡くしている。
華家（かけ）
数百年前から続く医師の家系。祖の華娜が黄仙に弟子入りし、人体切開術などの高等医術を学んで以降、名医を輩出する。華娜の遺言を黄仙に伝える為、子孫達は放浪している。華娜の教訓で大切な人には「愛してる」とよく口にする。
管家（かんけ）
黒州と白州を股に掛けて強大な縄張りを誇る極道一家。総領は白黒の二家とも渡り合える。管飛翔はその息子。
陳一族（ちんいちぞく）
塩の流通経路の多くを押さえる一族。旺季派の塩の横領に関わり、藍州の製塩所の買収を狙っていた。姓氏はアニメ版でのみ出ている。

### 色
禁色（きんじき）
紫色のこと。紫を分解した色である藍と紅を、彩七家の上位2家に与えたとの逸話も残る。州名から姓を取った話と矛盾する様な話だが、詳細不明。王族以外は服に使用してはいけないが、縹家は薄い紫色の装束を着用することも許可されている。
準禁色（じゅんきんじき）
彩七家の家名の七色は各家直系の者以外、纏う基本色には使えない。紅玖琅がおさえた紅色を纏っていることから、対象の色には幅がある模様。
配属が決まるまで進士が着る官服は、どこの所属でもない、という意味で純白である。白も準禁色だが、白家は政事よりも武芸に秀でた一族で、そのようなしきたりにはあまり拘らないので、進士服に白を使うことを許諾した。縹家の術者が白装束、刑部尚書と羽林軍兵が黒装束を纏っているが、同様に許可を得ているのかは不明。
縹色（ひょうしょく）
縹家を代表する色、明けの昊のような薄藍を指していう。

### 直紋（じきもん）
彩七家と縹家の直系のみが使える家紋。直系以外に貸し出すことはできる。通行手形に身分証明として使用される他、これが封蝋に捺印された文書は最速で運ばれる。命令状に押印されていた場合、逆らうと勘当沙汰である。
双龍蓮泉（そうりゅうれんせん）
藍家の直紋。文字通り、2頭の龍と蓮の泉の図柄。「双龍」は、藍家で切り札とされる人間、「藍龍蓮」と「隠れ龍」を指す。龍蓮という名も直紋から二文字を取っている。双龍が同時期に揃うことは稀。王紋に次ぐ格を持ち、どの関塞も無検査で素通り、封鎖令も無視できる。全商連では直紋を持っているのが子供だろうと総出で出迎える。
桐竹鳳麟（とうちくほうりん）
紅家の直紋。「鳳麟」は紅門姫家に生まれ、紅家の切り札となる人間を指す。封鎖令を無視できる。全商連では直紋を持っているのが子供だろうと総出で出迎える。留め金に直紋を刻んだ扇子があり、所有者は「影」の護衛を受けられる。
鴛鴦彩花（えんおうさいか）
黄家の直紋。格は上記2種より劣り、商家での賃仕事でもたまに見掛ける。全国どこでもすぐに照合でき、関塞もほぼ無検査で通れるが、封鎖令は無視できない。鴛鴦彩花を持つ者に何かあれば、琳家程度では一家全員吊り首になりかねない。
孔雀繚乱（くじゃくりょうらん）
茶家の直紋。茶州の関塞では、鴛鴦彩花より格上。
月下彩雲（げっかさいうん）
縹家の直紋。細い雲がたなびき、それぞれ色の違う花弁8枚を持つ彩雲華が散る図柄。当主のものは雲の向こうに月、大巫女のものは月蝕金環がある。王家を太陽と見立てた場合、月が太陽を隠しているのか、守っているのかは長く論争の的になっている。この記述から実際には月蝕ではなく金環蝕の図柄と見られる。別説では、月蝕が起きると人々が空を見上げ戦が止むことから蒼遥姫が選んだといわれている。これが入った幟旗が掲げられた場は中立地帯となり、幟旗が倒されない限り闘争行為は認められない。

## 朝廷組織
朝廷には四省六部一台九寺五監と禁軍、これらに属さないいくつかの組織が存在する。

### 四省（よんしょう）
四省とは中書省、門下省、尚書省、仙洞省を指す。四省とはいうが、現実の唐代に採用された六省に仙洞省を加えた七省がある。
中書省（ちゅうしょしょう）
王が発する政策を立案する機関。長官は宰相を務められる。王の秘書と言える存在だが、王位争いの前は、それぞれの公子にへつらうことが仕事と化していた。本編中は長官を始めとして空位が多く、書類作成は紫劉輝自ら行っていた。
門下省（もんかしょう）
侍中（長官）：旺季（『はじまり』の1年以上前より、『骸骨』にて辞任）、凌晏樹（『骸骨』より、その後失踪）
黄門侍郎（次官）：凌晏樹（『骸骨』にて侍中に昇格）
王の政策立案に関して補弼する機関。貴族派二大巣窟の片割れで、尚書省を占める国試派に無視されがちなことに不満を持っている。旺侍中は一の宰相である鄭 悠舜が不在の間に、二の宰相位を得る。次官でも六部尚書、御史大夫より地位が高い。
尚書省（しょうしょしょう）
尚書令（長官）：霄瑤璇（『はじまり』の約1年前に太師に昇格）、鄭悠舜（『紅梅』より、『骸骨』にて死去）
僕射（次官）：景柚梨（左僕射、『骸骨』より）
六部を統括する。国試派が多く、門下省を占める貴族派が反対した案件も強権で執行できる。尚書ら自身は派閥を気にしていない。#官位の「尚書令」、「僕射」も参照。
仙洞省（せんとうしょう）
仙洞令君（長官）：縹リオウ（『緑風』より、『骸骨』では紫州州牧）
仙洞令尹（次官）：羽羽（『紫闇』にて死去）
仙洞宮の保存の為に立ち上げられた省。ごく少数の人間で構成され、その殆どが仙や歴史の研究者。神事と王位継承を司り、占、天文学、王位の授与と即位式を執り行なったり、宝剣である干將・莫邪の管理なども担当。縹家と縁深く、仙洞令君（長官）も縹家から出す必要がある為、非常駐である。令君は朝廷において縹家の代表と見做される。本編において、羽羽から縹瑠花に打診し、令君へリオウが就任した。令尹は羽羽だったが暗殺される。縹家系社寺などから常に情報を得ており、奇病にも茶州府より早く察知していた。王の即位、婚姻には仙洞省の承認が必要。王は紫家から輩出せねばならぬ、との規則に従い、玉座の簒奪には仙洞官一同身命を賭して抵抗して来た。
秘書省（ひしょしょう）
府庫を管轄する。
内侍省（ないじしょう）
後宮を管轄する。李絳攸はここに飛ばされることがあったら、無駄に広い後宮を解体して、薪として無料配布すると宣言した。現実の内侍省は宦官を管轄するが、彩雲国に宦官は存在しない。
殿中省（でんちゅうしょう）
医薬を司る部署がある。

### 六部（りくぶ）
六部とは尚書省の下にある吏部、戸部、礼部、兵部、刑部、工部を指す。尚書が立ち並ぶ時は、吏部、戸部、礼部の順だが、重要度では吏部と兵部が双璧とされる。
吏部（りぶ）
尚書（長官）：紅黎深（『黎明』にて解任、後任は保留）
侍郎（次官）：李絳攸（『黒蝶』にて冗官に降格）、楊修（『黒蝶』より、『骸骨』にて茶州州牧に昇格）
文官の人事を担当する。具体的には五品位以下の任免、調書の作成と保管、考課官による査定、吏部試や解雇予告に関する通達など。現実と違い、高官人事にも関与し、三品位の州牧の任免が吏部の一存とされ、人事刷新をしていない件でも吏部が責められている。
ここに配属された人間の8割は、人格改造の結果、常日頃から鬼の形相で罵詈雑言を吐く様になる。残りの2割は元から悪鬼。これが原因で朝廷では「悪鬼巣窟の吏部」と呼ばれ、戸部共々恐れられている。六部一の精鋭揃いだが、黎深に立ち向かえるのは1割のみ。
常時仕事が山積みで、徹夜、泊まり、休日出勤が常態化し、仕事を片付けず休日出勤を断ろうものなら他の吏部官から睨まれる。侍童が居ないのか足りないのか、書翰の運搬や茶汲みは下官が担っている。仕事が終わらない為に吏部官は物に八つ当たりしがちで、備品、設備の購入・修理費を計上する度に戸部に怒られている。少なくとも黎深が尚書の間は、備品紛失省庁第1位の在位期間を更新すると言われている。
黎深が仕事をした場合には、1年分の仕事も3日で終わり、翌日吏部官は堂々と休める。そもそも仕事をしている黎深を見ると、大抵の吏部官は自分の頭がおかしくなったと思う余り、頭を壁に打ち付けるなどして使い物にならなくなる。
考課官は人事評定をする為の覆面官吏で、ずば抜けて高い能力が求められる為、吏部侍郎に付く可能性の最も高い官位である。
例年、進士の任官の際は、吏部で尚書が辞令を与える。紅秀麗達の年の及第者上位20名に対しては、劉輝治世で初めての進士ということもあり、朝廷百官の前で王がその任を務めた。
尚書室には書翰が滞留し、王の執務室が嘆願書で埋もれてもまるで動じなかった吏部官ですら泣いて入室を拒むほど。しかし黎深がやる気を出しさえすれば半刻で片付く。侍郎室も尚書の怠惰の煽りを食らって書翰が山盛り。除目の前にはここに賄賂の山も加わる。資料室は人事録、貴族録、身上書などを収めている。機密情報が多い為、常時施錠されており、立ち入りには吏部官の許可が要る。室内でも資料室を管理する官吏に監視される。
戸部（こぶ）
尚書：黄奇人
侍郎：景柚梨（『骸骨』にて左僕射に昇格）
財政を担当する。具体的には徴税、予算の見積もりと審査、禄の支払い、経費の裁可、全商連と連携しての物価調整や、不景気下での塩の専売など。横領や贋金の調査にも積極的。
黄奇人の前任は公費横領で罷免されたが、横領の為に弄った金額はそのまま奇人に引き継がれてしまっている。奇人は人の限界一杯まで仕事を割り振って扱き使う為、高官になるほど辞職願を出す人が増える。紅吏部尚書の意向で、新米と根性なしが配属されることが多いのも人手不足に拍車をかけている。その代わり奇人の方針に同調して残っている官吏は揃って有能。「魔の戸部」として吏部と並び悪名高い。
入って正面に尚書の机案があり、奥には卓子と長椅子が向かい合って置かれている。休憩用の一角があり、茶器などが揃えられていて、その場で湯も沸かせる。この部屋と同じかは不明だが、尚書室がある。資料室の立ち入りには戸部官の許可が要り、持ち出しにも検閲が入る。定刻を過ぎると施錠される。
礼部（れいぶ）
尚書：蔡尚書（『紫宮』にて解任）、魯尚書（『紫宮』より）
教育を担当する。国試、場合によっては進士の研修も執り行う。博士、学士を調達できる。職務が政治に直接影響しない為、政争では軽んじられがち。
蔡尚書の影響なのか、礼部官は進士に泥団子を投げるなど他部署に比べてとりわけ低俗。蔡尚書と共に多くが捕縛された。
兵部（へいぶ）
尚書：孫陵王（『はじまり』の約3年前より）、藍十三（「冬の華」）
侍郎：孟侍郎（『青嵐』にて死去）、司馬迅（『紫闇』より、「冬の華」では刑部尚書に昇格）
武官の人事や軍の指揮など軍事を担当する。名目上は文官優位だが、武に優れた尚書でないと武官に舐められる。兵部官や衛士は陵王の居留守に協力させられている。
尚書室の扉は彫り細工の施された見事なものだが、よく両大将軍に木っ端微塵にされる。その度に修理費を計上する為、吏部に次いで戸部にとっての問題児。予算も絞られている。
刑部（けいぶ）
尚書：来俊臣、司馬迅（「冬の華」）
刑罰を担当する。具体的には、大理寺が裁判で出した判決の審査、法の整備など。現実の刑部はあくまで司法機関であり、立法機能は持たない。
俊臣は「呪いの刑部尚書」と呼ばれ、吏部、戸部と共に恐れられる。刑部官は徹夜させられているのか、充血した目にクマができている。尚書室はあるが、昼の間、俊臣は刑部牢の最下層で寝ていて不在。
工部（こうぶ）
尚書：管飛翔、柴凛（『骸骨』より）
侍郎：欧陽玉（『蒼き』にて碧州州牧に昇格、後任は保留）
土木、医療などを担当する。土木関係予算の審査などに関与する。工匠官を秘蔵し、必要ならば物品も製作する。太常寺大医署を管轄し、医官の派遣も行う。馬車関係にも顔が利く。
管尚書になって以来、尚書室には酒瓶酒樽が林立し、下戸は息をするだけで倒れる。茶器も用意されているが、飛翔が辛党なせいで埃を被っていた。工部に異動した官吏は尚書と飲み比べをする習わしで、下戸官吏の恐怖の的となっている。侍郎室もある。

### 一台（いちだい）
御史台（ぎょしだい）
御史大夫（長官）：旺季（『はじまり』の1年以上前に侍中に昇格）、葵皇毅、陸清雅（「冬の華」）。次官は空位。
監察を司り、独自の捜査権と捕縛権をもつ公安機構（官吏専門の監査）。その機動力は紫劉輝も舌を巻くほどである。官吏の不正が無ければ動かない筈だが、経済封鎖への対処など官吏以外の案件にも介入するようになる。監察とは別に蝗害対策も押し付けられている。しかし王の承認無しの防除令は大した効力を持たなかった。
監査の内偵の為、覆面官吏がいる。侍童は出入りできず、所属人数の問い合わせも受け付けないなど、機密性の高い部署。構成人員の大半は貴族派で、公正さには疑問がある。貴族派二大巣窟の片割れ。#官位の「御史台官」も参照。

### 九寺（きゅうじ）
鴻臚寺（こうろじ）
戸部に見積もりを提出したところ、頭が腐っているのかと却下された。名前の由来は九寺の鴻臚寺。
太常寺（たいじょうじ）
工部の管轄。下部組織の大医署には主だった薬師や医官が在籍する。その長官、陶老師は筆頭侍医を兼ねる。名前の由来は九寺の太常寺。
大理寺（だいりじ）
高等裁判を受け持つ。地方での凶悪犯も州府での取り調べの後、貴陽に送られ、大理寺による裁判を受ける。名前の由来は九寺の大理寺。

### 五監（ごげん）
角川ビーンズ文庫版では「ごかん」とルビが振られていたが、角川文庫版で削除された。

### 禁軍（きんぐん）
兵部の管轄。
羽林軍（うりんぐん）
大将軍：白雷炎（右）、黒燿世（左）、藍楸瑛（『骸骨』より、「冬の華」では死去）、皐韓升（右、「冬の華」）
将軍：皇子竜（右）、藍楸瑛（左、『青嵐』にて辞任）、皐韓升（左、遅くとも『紫闇』より、「冬の華」では大将軍に昇格）、茈静蘭（「冬の華」にて茈将軍と呼ばれている。大将軍の可能性もあり。同作では死去）
王の近衛で、左右に二分される。貴族の出の者も多いが、実力主義。宮中警備が仕事だが、場合によっては城下の警備や地方への災害救援にも出される。派遣には王と尚書令の承認が必要。年末は今年も女の子にモテなかったと士気が下がる問題を抱えていたが、恋愛指南争奪戦を経て解消された模様。
十六衛（じゅうろくえい）
ピンキリの軍で、上部組織は羽林軍にも引けを取らないが、下部組織はごろつき上がりの者も多く買収され易い。米倉門番は中部組織に属し、入殿できる範囲は制限され、官給品の剣も飾り程度。茈静蘭は定時に帰宅できる（＝秀麗の夕飯を食べられる）という理由でこの職を好んでいた。

### その他の組織
太子府（たいしふ）
医薬を司る部署がある。
翰林院（かんりんいん）
文学、書芸、図画など芸術関連の局を管轄する。長官は高齢により引退、後任は保留になっている。現実の翰林院は詔勅の起草などを担う。
翰林院図画局（かんりんいんとがきょく）
書や絵などを管理する。国試合格祝いに特別に描かれた図画も秘蔵する。榛淵西はここの図画を紛失した咎で罷免された。翰林図画院を元としている。

## 官位
官吏（かんり）
役人のこと。大きく朝廷で働く中央官吏と州（地方）で働く州官（地方官吏）に分かれる。文官と武官でも分かれる。厩番であっても王へ諫言する権利を持つ。
朝廷三師三公（ちょうていさんしさんこう）
名誉職。三師は王の指南役や相談役で、太師、太傅、太保がある。太師は霄 瑤璇、太傅は宋 隼凱。太保は茶 鴛洵だったが、亡き後は空位である。三公は詳細不明だが、櫂瑜がここに就くことを固辞している。
宰相
相国とも。大官が兼務できる官位で、王不在時は朝廷の最高権力者となる。戩華治世には霄瑤璇、劉輝治世には鄭悠舜、旺季、景柚梨、葵皇毅、李絳攸、重華治世には縹リオウ、朱鸞が務めた。
尚書令（しょうしょれい）
尚書省の長官。位は正二品と、朝廷三師三公に次ぎ、実務に携わる中では最高位。典領百官、「王の心臓」とも呼ばれる。高官の任免権を握るが、兵馬の権は王から託されない限り持たない。独裁になりかねないほどの権力の為、あえて空位にしていた王も多い。霄瑤璇、鄭悠舜が務めた。
僕射（ぼくや）
尚書省の次官。左右に分かれ、左僕射には景柚梨が就いた。
尚書（しょうしょ）
六部の長官。位は正三品。
侍郎（じろう）
六部の次官。定員は各2名で、本編中は1名ずつ欠員。吏部は人事権を持つ分、権力が強く、吏部侍郎は他の五侍郎より位が一つ上の正四品上。但し工部侍郎から碧州州牧は位一つ分の昇進とも語られている。現実においては全侍郎とも同じ位との説が出ている。
施政官（しせいかん）
六部の役職。指揮官の為、他部署の官吏では替わりが務まらない。浪燕青が臨時に任命されたことがある。
仙洞官（せんとうかん）
仙洞省に属する官吏。「王の灯」と呼ばれる。地方在勤の者も存在する。
令君（れいくん）
仙洞省の長官。門下省の長官と同じ位。大夫より上で、御史台へ自由に出入りできる。蒼周の代、一の宰相だった最高位術者は、令君に相当する位置にあった。
令尹（れいいん）
仙洞省の次官。大夫より上。門下省の次官と同じ位。現実の令尹は宰相のこと。
御史台官（ぎょしだいかん）
御史台に属する官吏。「王の官吏」と呼ばれる。
大夫（たいふ）
御史台の長官。官位は正三品上。御史大夫の承認があれば、死刑犯を貴陽に移送せず現地で処刑できる。かつては侍郎程度の官位だったが、旺季が御史大夫時代に現在の位置にまで押し上げた。現実の九品官人法では正四品上で、侍郎よりは高い説もある。また正三品上という位は存在しない。
侍御史（じぎょし）
御史より高位の監察官。独断で超法規的処置を取れる。任期は約1年。
御史（ぎょし）
監察官。陸清雅は八品位とされる。官位は低いが、宰相も弾劾できる。臨時に配下を雇用でき、軍権などの特権を持つ。
裏行（りこう）
御史裏行（ぎょしみならい）とも。御史の見習い、助手。
巡察使（じゅんさつし）
数年かけて各州を巡回する。若手でないと務まらない激務だが、その暁には各州政に精通する。
筆頭侍医
高官位。王でも未明に呼び出すのは躊躇われる地位。
獄吏（ごくり）
監獄の官吏。御史台の獄吏は、旺季が御史大夫だった時から情報漏洩防止目的で障害者を採用する様になった。榛淵西を担当した獄吏は、榛蘇芳とよく雑談していた。李絳攸を担当した獄吏は、絳攸と会話できず聾唖者と見られていたが、実際には唖者で口頭での質問に筆談で回答している。
州牧（しゅうぼく）
州の長官。従三品。王の代理として、彩七家と対峙できるかが適性となる。
州尹（しゅういん）
州の次官。従四位下。
太守（たいしゅ）
郡の長官。国試派が地方赴任を嫌うのもあり、貴族派が多数を占めている。紅州では国試派の多い州官と折り合いが悪い。藍州では旺季派の郡太守と州官が共謀して州牧を幽閉しており、紅州程は断絶していない様子。
下官、下吏（げかん、かり）
下級官吏。書翰の運搬など雑用を担う。国試を通っていない場合、下吏から始めることが多い。
冗官（じょうかん）
位のない官吏。一度冗官になると、出世の道を閉ざされるため官位を金で買うことが多い。通常は、国試に及第した者が冗官に落とされるようなことはない。
進士（しんし）
配属先が決まる前の新人官吏。現実と異なり、合格者全体を指さない。角川ビーンズ文庫版では「しんじ」とルビが振られていたが、角川文庫版で削除された。
勅吏（ちょくり）
勅命を受けた官吏。
侍憧（じどう）
外朝で雑用をする男子。
正妃（せいひ）
王と同格。皇后。
貴妃（きひ）
正一品。
筆頭女官（ひっとうじょかん）
女近衛というべき立ち位置で、王や妃に付く。現実の女官と違い、貴妃と同格。

## 制度・政策

### 登用関連
国試（こくし）
中央官吏登用試験。1年かけて複数の試験を受け、合格すれば家柄に関係なく官吏になれ、孫の代まで安泰といわれる。上位3名には状元、榜眼、探花という称号が与えられる。選抜結果には王も介入できない。
本編の数十年前、紫戩華が導入し、以来彩七家は金銭を惜しまず人材教育に力を入れて来た。殿試まで辿り着く者の多くが彩七家関係者。凌晏樹によれば国試により彩七家の介入を抑える狙いもあったという。
李絳攸らの前の数年は王位争いの余波で行われなかった。紅秀麗達の前の年も紫戩華の喪に服すという名目で（実際には紫劉輝が職務を放棄していた為）会試が中止になっている。秀麗達の年は年齢制限がなく、史上最年少13歳の状元が誕生した。
作中頻出する国試制度の大部分は、実際に前近代中国で行われていた科挙を元とする。現実の科挙と違い、高額な受験料がかかる。
郷試（ごうし）
国試の試験の一つ。郷試を元にしている。
州試（しゅうし）
国試の試験の一つで、会試を受けるための選抜試験。各州で行われ、その州に在住する者が受験する。州試の中では紫州州試が受験者が最多かつ最難関。
明らかになっている受験者は次の通り。紫州：鄭悠舜（首席）、劉子美（次席）、藍州：藍龍蓮（首席）、紅州：紅黎深（首席）、黄州：黄鳳珠（首席）、景柚梨、碧州：碧珀明（首席）、白州：姜文仲（首席）、管飛翔（最下位）、黒州：来俊臣（首席）、杜影月（首席）。
会試（かいし）
国試の試験の一つで、実質的な最終試験。期間は7日。受験資格のある者は挙子、挙人と呼ばれる。不正防止の為、受験の際は特定の服装に着替え、個室内で受験する。これに受かれば及第したも同然と言われている。会試を元にしている。
殿試（でんし）
国試の最終試験。会試及第者全員が一堂に集められ、朝廷上層部と面接を行う。殿試で落ちることは余りないが、黄奇人の受けた年は彼のあまりの美しさに皆が見とれ、まともな答えを王に返せず、多くのものがボロボロおちていった。唐の時代の省試または宋の時代の殿試を元にしている。
適性試験（てきせいしけん）
紅秀麗が受験した年にあった特例措置。女人受験の議案成立から次の会試までの期間が短かった為に設けられた。合格すれば郷試や州試を飛ばして挙人になれる。その分、難易度が高くなるとはいえ、進士の中で女人官吏への当たりがきつくなる一因になっていた。後に陸清雅が李絳攸への攻撃材料に利用した。
制試（せいし）
国試みたいに難関ではなく及第すれば中央官吏になれる正式な試験。王や尚書令の決定によって不定期に行われる。受験には大官や大貴族の推薦状が必要。一発及第で中央官吏になれる分、正規の国試より難しい。官吏になっても国試派からの風当たりが強く、結局殆どが退官する。制科を元にしている。
国武試（こくぶし）
国の武官登用試験。武科挙を元にしている。
準試（じゅんし）
州ごとに行われる地方官吏登用試験。合格すればその州の官吏になれ、他州への異動はほぼない。州尹までは昇格できる。
吏部試（りぶし）
国試及第者に対し吏部が執り行う試験。容姿、発音、言葉遣い、筆跡の良し悪し、挙措などを加味して、配属先を決定する。曲名当てもたまに出題される。教養面での要求が高い為、庶民や地方出身者の国試及第者はこれを通れず、冗官になるか帰郷することが多い。唐代の吏部試を元にしている。
国試上位及第者に配属に迷う人材が固まった場合は、その上位20名は吏部試ではなく、各部署での2ヶ月の研修の様子から判断される。悪夢の国試組、絳攸と楸瑛、秀麗達の年にこの例外措置が取られた。
資蔭制（しいんせい）
家格や父祖の功績で、子孫が無条件で朝廷の職官が与えられる制度。ほとんどが貴族。以前は国試合格者に押されていたが、本編での比率は半々。現在は親の七光りで入れるほど甘くはない。恩蔭制を元にしている。

### 待遇関連
禄（ろく）
官吏の給料、また褒美のこと。状元及第者には、その年の初鋳造の銀80両が贈られる。新米官吏の年俸は、庶民の生活費数年分に相当する。
官給田（かんきゅうでん）
官吏の禄の一部として、官吏が貴陽郊外に持つ田園。冗官であってもかなりの規模を与えられる。御史大夫や黄門侍郎ともなれば大荘園。凌晏樹は果樹園にしている。国試派のものは荒地になっていることが多く、自給率下落を促進させている。貴族は禄の内、現金の占める割合が低く、痩せた土地を与えられている。
公休日（こうきゅうび）
官吏の休日。7日に1度だが、連続することもある。吏部と一時期の戸部にはないが、工部は守っている。

### 会合関連
朝賀（ちょうが）
新年の行事。各家の代表、各州府の高官が貴陽に来て、王に挨拶をする。七家で新しく当主が立った場合、朝賀に出て初めて公に認められる。水面下では外交なども行われる。
宰相会議（さいしょうかいぎ）
少なくとも侍郎以上が参加できる会議で、政事堂で開かれる。空位や非常駐の官位も含まれるため、常に全員が揃う訳ではなく、次官がその任を補える官位もある。また、議案によって普段参加しない官吏が参加することもある。
重臣会議（じゅうしんかいぎ）
各省の大官が集う会議。珍しく席が用意される。
朝議（ちょうぎ）
各省庁の長官が参加する会議で、毎日大堂で開かれる。緊急に政事堂へ招集することもある。王も臨席する場で、通常は侍郎が尚書の代理で参加はしない。角川ビーンズ文庫版では参加者が大机案を囲んで座る形で、庶民の立ち入りにも緩かったが、角川文庫版では参加者は立ち並んだ形で、庶民が立ち入れば武官に連行され、最悪首を刎ねられることもある。

### 刑罰関連
贋作、贋金（がんさく、にせがね）
贋作は多額の賠償金と財産没収、贋金は景気に関わる為、死罪。塩、茶、鉄に関しては罪状が分からないが、贋金と同等かそれ以上の重罪らしい。
十悪（じゅうあく）
理由不問で極刑になる犯罪。官当、治外法権も適用されない。謀反は上から2番目で一族郎党極刑。但し彩七家は直系を残す義務があることから、最新世代は生かされる。減刑は認められない筈だが、鈴蘭と紫清苑は紫戩華の勅命で流罪にされた。親殺しも上位。
御史大獄（ぎょしたいごく）
御史台主導の裁判であると同時に、御史大夫、刑部尚書、大理寺長官の司法の頂点に立つ3人により行われる特殊な裁判。本来、官吏の資質を問う場ではないが、作中では葵皇毅の政治的意図で開かれた。現実と違い、王からの事前許可も必要ない。
官当（かんとう）
十の大罪でない限り官位を下げるだけで減刑されるという制度。罪の大きさを鑑みて官位を下げるので、高官になるほど有利である。四品位以上ならば、1年で元の官位に戻れる。

### 郵便関連
紫紋の直文（しもんのちょくぶん）
紫氏の紋印が押された郵送物。最重要機密扱いで検閲は免除、王に最優先で届けられる。開封できるのは、王、三師、宰相のみ。
朱印の文（しゅいんのふみ）
州府から出される文で、真紅の封蝋に州尹印が押されている。明言されていないが、州牧印でも可と思われる。非常事態を意味し、全関塞を無条件通過、各郡で最高の騎手と駿馬が用意され、馬を乗り潰してでも届けられる。全商連の最速便よりも早く、戦時の急使に並ぶ。茶州の疫病、碧州と紅州の蝗害の連絡に利用された。
早馬（はやうま）
文を運ぶ馬。礼部は及第の連絡用に無償で早馬を出していたが、横領の温床になっていた。紅秀麗は知り合いに早馬代を安くしてもらっている。
鷹匠（たかじょう）
王城と各州府、紅家、全商連の各支部が配備する。国のものは戦時の連絡用。紅家の鷹匠は各地に点在し、情報伝達では最速。全商連の鷹で運ばれた文の封蝋には鷹の紋がある。

### その他
国試派（こくしは）
国試に合格した官吏。大貴族の出であっても、国試を受けるものも多い。実力主義とされる一方で、数十年主流派であったことから貴族派よりぬるま湯に浸かっているとも評される。貴族派とは仲が悪く、凌晏樹が居ないことには朝廷が機能しないほど。
貴族派（きぞくは）
金で位を買い取ったり、コネを使って官位を得る官吏。資蔭制で官吏になった貴族も入る。貴族の楊修が紅姓官吏を次々と罷免した時には、彼が貴族派とは限らないにもかかわらず、自分達の春が来たと得意満面だった。
鄭君十条（ていくんじゅうじょう）
劉輝治世の基本理念。鄭悠舜が宰相になる条件として、紫劉輝に提示した10か条。姚崇の逸話が元か。
常平倉（じょうへいそう）
非常事態に備えて穀物、石炭を備蓄する倉。各州に用意されている。現実の常平倉は需給調整が主な目的で、機能としては義倉に近い。
除目（じもく）
春と秋の2回行われる行事で、辞令が出る。通常は春に中央人事、秋に地方人事の改編が行われる。国試の終了から春の除目までに約2ヶ月の間がある。

## 品物

### 印章
玉璽（ぎょくじ）
金色の印章。宰相も使用可能らしい。恐らく王が決裁に利用する御璽と同じ物。王の執務室にあるからくり箱に収められている。
紫氏の紋印（ししのもんいん）
紫紋の直文などに利用する。
紫紋の極印（しもんのごくいん）
貨幣鋳造の仕上げに押捺し、正規品であることを示す。略印ながら意匠は精緻で、真偽の判断に利用される程。旺季派が碧万里を利用して偽造した。
当主印（とうしゅいん）
彩七家の当主が保持する印。茶家の物は貴石でできた指輪で、台座を回すと印が現れる。各家独自の事業の最終決裁に利用される。1年所在不明の場合、新造が許される。霄瑤璇、蔡尚書、百合が模造品を作製しているが、精度の差はあれ、見る者が見れば偽物と看破できる。
当主代印（とうしゅだいいん）
彩七家の当主名代が保持する印。書状の正当性の証明に利用された。
鳳麟印（ほうりんいん）
紅門姫家が保持している印。石製で長年の使用による欠けもある。そっくりに作れるのは碧宝だけ。本物は姫悠舜が捨てたが、旺季派が碧万里を利用して偽造した。
州牧印（しゅうぼくいん）
州牧が保持している印。佩玉と同じ文様と国璽が彫り込まれている。州牧不在時などは州尹が代印を預かる場合もある。
検印（けんいん）
関塞を通る際、貰う必要のある印。

### 武器
干將（かんしょう）
王家の宝剣。縹家の夫婦がひとつの石から作った双子剣の片割れ。持つにはそれなりの実力がいる、「かなりわがまま」な剣。男（陽）の性を持ち、異性の所有者には優しい。莫邪と引き離すと反発するが、主は別に持つ。破魔の力を持ち、あるだけで生半可な術は無効化する。本領発揮した場合、所有者の生命力を吸って術を破る。
『はじまり』の14年前、紫清苑が下賜されたが、1年後に返還した。『紫宮』にて茈静蘭が改めて下賜され、『茶都』にて質に出して茶州に運び、藍龍蓮を介して回収する。『光降る』で浪燕青に、『黄昏』にて藍楸瑛に貸し出す。『紫闇』にて紫劉輝の元に戻り、無銘の大鍛冶の家に置いていかれるが、無銘の大鍛冶が劉輝に返した。名前の由来は呉の名刀匠（夫婦）の干将（將）（干将・莫耶参照）。
莫邪（ばくや）
王家の宝剣。縹家の夫婦がひとつの石から作った双子剣の片割れで、旺家の家宝だった。女（陰）の性を持ち、異性の所有者には優しい。干將と引き離すと反発するが、主は別に持つ。破魔の力を持ち、あるだけで生半可な術は無効化する。本領発揮した場合、所有者の生命力を吸って術を破る。
『はじまり』の14年前、紫清苑が下賜され、紫劉輝に与えた。その後は宝物庫で眠っていたが、『紫宮』で劉輝が持ち出す。『黄昏』にて司馬迅に貸し出した後、『紫闇』で劉輝の元に戻り、旺季に下賜した。彼の死後、紫家に戻ったと思われる。名前の由来は呉の名刀匠（夫婦）の莫邪（耶）。
黒鬼切（くろおにきり）
黒門孫家の「剣聖」が代々引き継ぐ刀。柄も鞘も闇色で刀身が規格より長いのが特徴。材質も作り手も今もって不明。剣聖のみを主とし、離れると追い掛ける。由来は鬼切か。
青釭剣（せいこうけん）
藍門司馬家に伝わる宝刀。倚天剣と対になっている。しかし、ン百年前の戦いで勝者側に奪われ、その後行方不明になっており、これを取り戻すことが藍家および司馬家の悲願であった。現在は白家の家宝として主に白雷炎が身に着ける。そのため、司馬家は楸瑛か迅がこの剣を取り戻すことが出来れば迅を総領息子の座に戻す決定を下した。由来は『三国志演義』の同名の剣。
乾坤圏（けんこんけん）
チャクラムに似た武器。珠翠が使用していた。由来は道教の神、哪吒の武器。
方天戟（ほうてんげき）
鉾に似た、両側に三日月状の刀がついている武器。司馬迅が使用していた。

### 飲食物
茶（ちゃ）
用語は急須、茶漉し、湯呑み、茶筒など日本茶道のものが多い。地方では直接、茶碗に茶葉と白湯を入れて、茶托も無しで飲む。
花茶（はなちゃ）
後宮で出た茶。
梅茶（うめちゃ）
霄瑤璇はこれと梅饅頭を好む。
緑茶（りょくちゃ）
後宮で出た他、櫂瑜も出している。
龍泉茶（りゅうせんちゃ）
疲れを取るお茶。魯官吏が紅秀麗達に差し入れた。
甘露茶（かんろちゃ）
茶州の銘茶。白湯を注ぐと花が開く。秀麗が金華を目指す道すがら、目印の為に買い占めた。秀麗が大事な人達に淹れると聞いて、朔洵は淹れてもらいたがったが叶わずじまいだった。現実の甘露茶と違って甘く、幼い秀麗は三度の飯より夢中になっていた。
彼山銀針（かざんぎんしん）
最高級茶葉のひとつ。モデルは君山銀針か。
柚子茶（ゆずちゃ）
鄭悠舜が柚子茶の素を作っていた。劉志美の好物で、紅黎深も悠舜に淹れてもらいたがっていた。
父茶（ちちちゃ）
紅邵可が淹れる茶。茶葉に種々の漢方薬を加えて淹れているので非常に苦い。毒性はないはずだが、知らずに飲んだ人間を失神させ、味を知る娘が裸足で逃げ出すほどの破壊力を持つ（秀麗いわく「（疲れた状態で）父さまのお茶なんか飲んだら体力値ゼロで一気に昇天」）。これを飲めるのは、本人である邵可、味になじんでいる劉輝、この上なく兄を敬愛している黎深、邵可を愛している珠翠の4名のみ。
茅炎白酒（ちえんはくしゅ）
国一番の高濃度酒で白州帰山地方で製造されている。一口でどんな大男の意識もぶっ飛ぶほどの強い酒。工部の管尚書との飲み比べのときに秀麗が巨大な酒盃に入れた大量の茅炎白酒を飲み干し、朝廷内で伝説になった。茶州での奇病事件で手術の際、消毒用アルコールとしても使われた。
アニメ版では秀麗の年齢を考慮されてか、飲み比べは描かれていない。
饅頭（まんじゅう）
生地の中に餡を詰めて蒸したもの。本編の数十年前、藍州では河伯に犯罪者や女子供を生贄に捧げる習わしがあった。当時の御史だった旺季がそれを見て、代わりに食べていた饅頭を川に流したところ、見事に波が治まった。以来、現地では人形の饅頭を流す様になった。現在では白い饅頭と見て分かる形の様子。葵皇毅が関わった案件にも類似例がある。諸葛亮の饅頭（まんとう）の逸話を元にしている。
恋人たちの贈り物
老舗菓子屋の人気商品。杏仁豆腐に似た甘味にほんのり甘酸っぱい杏子などの果物が沢山乗っており、可愛らしい見た目をしている。思い人と一緒に食べれば思いが通じると評判で、予約は当初は1ヶ月、その後半年待ちになった。

### その他
下賜の花（かしのはな）
王の絶対の信頼の証であり、官位に関わらず贈られる、朝廷百官にとって最大の栄誉である。普通は生花ではなく、装飾品の形で渡す。受け取ると、王に心からの忠誠を誓うことを意味する。
紫劉輝は「紫の花菖蒲」を絳攸と楸瑛に、「蕾」を秀麗と影月に下賜した。「蕾」は正式な「花」ではなく、劉輝の2人の将来に対する期待を示す象徴として贈った。紫戩華は茶鴛洵に「菊」を、宋隼凱に「沈丁花」を下賜している。
花言葉は次の通り。花菖蒲：貴方を信頼する、菊：高貴・高潔・高尚、沈丁花：栄光と不滅（または栄光と勝利）
佩玉（はいぎょく）
高官のみが佩帯を許される、官位、役職を表す装飾品。
茶州州牧のものは名産の琥珀が連なり、中央の円環は表に州花の月彩花、裏には国璽の文様が彫られている。御史大夫のものは旭日と桐花が刻まれている。李絳攸の花は佩玉に、紅秀麗らの蕾は佩玉の飾り玉になっている。茶州州牧の佩玉を持たないことになった秀麗の蕾は花簪に改造された。
冠（かんむり）
官吏が頭につける、身分や所属を示す装飾品。正装、準正装では着用しなければならない。女性用のものは小さくされているが、紅秀麗は更に準正装では簪や髪紐で代替できるように上申するつもりでいる。
木簡（もっかん）
手形や受験票など身分を証明するもの。通行手形の裏には身元を証明するものが記載される。地元の役所が事務的に出す一筆では関塞通過にそれなりに時間がかかるが、直紋など信用性の高いものなら専用の窓口で迅速に対応される。
七彩夜光塗料（しちさいやこうとりょう）
夜光性の塗料で、色は七彩、値はつけられない代物。紅家直轄の商家でのみ製造が可能だったが、茶州へ向かう秀麗の保護を条件に紅家当主とその当主名代が製造法と権利を全商連に渡した。
華眞の医学書（かしんのいがくしょ）
影月を拾い、陽月（白仙）と影月に救われた華眞が各地を放浪しながら書き上げ、櫂瑜を介して紅秀麗に託した。茶州の研究機関（学舎）で、医学の発展に役立った。
春本（しゅんぽん）・桃色草紙（ももいろそうし）
好色本のこと。
鉄（てつ）
青銅器の時代は何百年も昔だが、石炭の特殊加工を核とする大量製鉄技術は紅一族が秘蔵している。茶州府と全商連茶州支部の一部は、農具普及の為、鄭悠舜から密かに伝授された。疫病事件でも鉄の医療器具を量産している。後に紅一族の若手技術者が、旺季派に好条件でたぶらかされ、技術を流出させる。黒州、白州では合金の加工技術が発達している。
黔鉱石（くろむこうせき）
榮山が産出する、銀白色の鉱物。石榮村ではクズ石と思われていたが、黒州、白州の刀匠には百万金の価値がある。鉄との合金は熱と錆に強い。茶州の奇病事件で柴凛らが合金で人体切開用の刃物を作った。奇病事件後、医療用に重点的に供出し、どれだけの高値を提示されても武器商人には売らなかった。これのお陰で、医療技術が格段に進歩する。クロムやステンレス鋼も参照。
桃色香（とうしょくか）
霄太師が調合した怪しいお香。見たい夢が見られるらしい。
神楽（かぐら）
彩八家と縹家が神事の為に継いで来た楽。琴の琴は蒼周、二胡は蒼遥姫から。弾き手の技量と神事での効能は比例しないらしく、藍龍蓮の龍笛でも効果は抜群。秀麗は紅家だが、母が縹家に居た時に璃桜から教わった二胡を受け継いでいる。紫劉輝は旺季から習うまで琴の琴の演奏経験もなかった。
龍蓮の龍笛が豪雨を鎮め、百合の琵琶が絳攸の暗示解除、旺季の琴の琴が貴陽の結界補強、秀麗の二胡が縹珠翠の時の牢からの脱出の手助けなど、局所で神祇の力を発揮する。蒼遥姫は二胡で数多の妖を鎮めたという伝説を持つ。縹家の祀る宝鏡山の御神体の近くにも二胡があり、御神体が壊れた際に珠翠が鎮めに用いようとした。
王家：琴の琴、藍家：龍笛、紅家：琵琶、縹家：二胡
貨幣（かへい）
単位は「両」。金、銀、銅がある。金貨や銅貨には孔がある。紫紋の極印が押印され、真贋を見分ける目印になっている。銀80両は庶民の生活費数年分に相当する。贋金が出た為、碧歌梨らに依頼して意匠を刷新した。
碁（ご）
現実の囲碁とは大分異なり、石はひっくり返す物で、8割取っても中押しにならない。
禁軍旗（きんぐんき）
禁軍が掲げる旗で、全ての城塞を検問なしで通過可能になる。しかし崔里関塞の歩哨は、奇病への恐れからこの規則に逆らい城門を閉ざした。

## 呼び名・用語
国の剣は宋将軍、国の頭脳は霄宰相、国の真心は茶大官（くにのけんはそうしょうぐん、くにのずのうはしょうさいしょう、くにのまごころはさたいかん）
先王の言葉。現在の宋太傅、霄大師、茶太保（故人）が先王治世において、かけがえのない存在であることを表したもの。
軍に藍茈あり、文に李紅あり（ぐんにらんしあり、ぶんにりこうあり）
後の歴史に残る言葉。劉輝の治世で武官では楸瑛と静蘭、文官では絳攸と秀麗が優秀であった、という意味であると思われる。
紅花双玉を有す（こうかそうぎょくをゆうす）
後の歴史に残る言葉。「王の双花菖蒲」とあだ名された絳攸と楸瑛のごとく、文武共に優れる静蘭と燕青が、生涯のうちで出世を望まず真の忠誠を誓ったのは秀麗だけ、という意味である。
藍が心を膝下に屈さする者、いずれにあるや（らんがこころをしっかにくっさするもの、いずれにあるや）
黒燿世が藍楸瑛を評した言葉。紫劉輝が紅黎深の評で引用した。後に楸瑛の子、子若も仕官を断り続け、同様に評される様になった。
悪夢の国試（あくむのこくし）
黄奇人が受験した国試。及第者数は史上最少だが、初めて平民出身の合格者が出た。「悪夢の国試組」で及第者達を指す。対象は奇人の他は紅黎深、鄭悠舜、管飛翔、姜文仲、来俊臣など。劉志美はこの年の合格者ではないが、ある経緯で親しくなった。
州試からして、藍州州試で藍家関係者が尽く受験放棄、黄州では奇人以外全員が彼の美貌に見惚れて落第など波乱万丈だった。会試でも奇人と同舎だった者は黎深以外落第し、試験官ですらざっと30人がクビになった。殿試では悠舜が一度無断欠席し、俊臣は王に反対する為に官吏になると宣言した。試験外でも黎深の奇行悪行、飛翔の飲酒、文仲の幽鬼ぶり、俊臣の幽霊ぶり、志美のオカマっぷりなどにより「賑やか」な国試となった。
及第者には奇人の美貌に動じない能吏が多く、若くして高官になっている一方で、人を食ったような奇人変人ばかりであることも否定できない。このため「悪夢の国試組」の「悪夢」が、「国試」を修飾しているのか「国試組」を修飾しているのかは人それぞれ。
秀麗達の年や絳攸達の年と同じく、この年の上位合格者は吏部試の代わりに礼部の研修を受けた。指導官は魯官吏で、黎深は厩番、奇人は庖厨所で皿洗いをさせられた。上位合格者の順位は、状元：鄭悠舜、傍眼：紅黎深、探花：黄鳳珠。
「悪夢の国試」については、黄 奇人の項も参照。
悪鬼巣窟（あっきそうくつ）
吏部のこと。悪鬼巣窟の吏部、魔の戸部、呪いの刑部尚書と呼ばれている。
琥璉最新妖怪名所（これんさいしんようかいめいしょ）
日帰りで行け、道行く人も知っている琥璉の最新（秀麗州牧退任当時）名所として、龍蓮が秀麗達を案内した。ただし、其の七はわざと落とした。
其の一：琥山…山道に朝方、猿の化け物が現れる（正体は、翔琳と曜春）。
其の二：飯店通り…空から血抜きした魚や牛が降ってくる（正体は、南老師）。
其の三：琥璉郊外…血みどろの人食い鬼集団（正体は、賃仕事帰りの医師達）。
其の四：恋涙洞…恋人に捨てられた女の幽霊がすすりなく（正体は、克洵の落ち込みの時間）。
其の五：竹泉…水の魔物が引きずり込む（昔から出ると言われていた所。実際に妖が居たと思われるが、シロクロが牽制した）。
其の六：州牧邸周辺…怪奇音（龍蓮の笛の音）。
其の七：琥璉のさびれた郊外…通りかかる人を襲い、金品を奪う（追い剥ぎ一味。静蘭と燕青に退治される）。
最上治（さいじょうち）
後に歴史書で語られる劉輝治世のこと。最上の治世、つまりは劉輝治世が彩雲国の最盛期であったということ。
朝廷恐怖の二大代名詞（ちょうていきょうふのにだいだいめいし）
「戸部尚書の仮面の下」と「吏部尚書の未処理仕事」のこと。
呪いの第十三号棟（のろいのだいじゅうさんごうとう）
会試予備宿舎第十三号棟のこと。藍龍蓮が入舎して1日でこの不名誉なあだ名を頂戴した。龍蓮の言動や笛のせいで、同舎になった受験者の8割が錯乱、残り2割も集団で監督役に泣き付いた。責任者も7人が辞表を提出した。本人には自覚がない。事態を重く見た紫劉輝らは、龍蓮を紅秀麗、杜影月、碧珀明と抱き合わせで獄舎に放り込み事態を収拾した。
「悪夢の国試」においては、紅黎深・黄鳳珠・鄭悠舜・管飛翔が紆余曲折を経てここに集結した。当時は傾いて野晒しになっていたが、飛翔が修繕してどうにか住める状態にした。傍に森がある。
黎深の謎（れいしんのなぞ）
紅黎深が会試準備期間中、持ち歩いていた銭揺樹の鉢植え。ユリノキでないにもかかわらず「百合の木」と呼び、自発的に世話をする彼を見て、同期の間で謎になっていた。
黎深が口を滑らせたところによると、ぶたさん貯金箱の代わり。百合は幼い頃、ぶたさん貯金箱に貴陽行きの旅費を貯めていたが、それに気付いた黎深が彼女を行かせまいと勢いでそれを壊した。彼女を泣かせて余計に黎深の気分は悪くなり、邵可に相談したところ、彼からぶたさん貯金箱にあった硬貨を付けて育てるようにと銭揺樹を渡された。硬貨が鈴なりになっているので、博打打ちに面白半分に目を付けられることもあったが、黎深が返り討ちにして守り切った。

## 朝廷以外の組織

### 私兵
暗殺傀儡（あんさつにんぎょう）
縹家が育てる暗殺者集団。黒尽くめの装束を纏っている。「白い子供」に暗示と薬物を使って暗殺者に仕立てる。縹家当主と大巫女の指示を最優先に聞くが、人に貸し出される時はその指示もそれなりに聞く様に暗示を掛けられる。風の狼との度重なる衝突で、紅邵可が縹家に忍び込んだ時には子供しか居なくなっていた。元は「槐の守り手」という名で、大巫女を守る為に存在した。
影（かげ）
紅家当主絶対服従護衛軍団。紅家当主と名代の指示に従う。当主と当主の持ち物の「桐竹鳳麟」の家紋が刻まれた扇を預けられた者を守る他、伝令なども担う。羽林軍の精鋭でも気付かない程に気配を隠しており、狙われたら最後、命はない。短編「恋愛指南争奪戦！」にて、羽林軍兵士の1人は紅黎深の前で暴言を吐き、生き地獄を見せろと指示を受けた影に狙われた。羽林軍で扱かれた反射神経で影相手に生き残る偉業を打ち立てたものの、指示が撤回される頃には生き地獄を十分以上に味わっていた。この他にも紅家は裏組織を抱えている。影かは不明だが、邵可のことで怒った黎深が何度も紫戩華に刺客を送り込み、霄瑤璇に阻止されている。
風の狼（かぜのおおかみ）
紫戩華に仕えた暗殺集団。首領は黒狼と呼ばれる他、構成員は暗号名を持つ。紫戩華と霄瑤璇、黒狼の命のみに従う。朝廷内では噂程度にしか知られておらず、霄瑤璇のみが現在でも繋ぎを取れる。本編の20年近く前に解散したが、一部の者は風の狼として活動している。解散前の最後の黒狼は、紅邵可。その他一員として判明しているのは、北斗、縹珠翠。
牢の中の幽霊（ろうのなかのゆうれい）
旺季が風の狼を真似て作った暗殺者集団。身寄りがなかったり訳ありの家族など取引きに応じそうな囚人（主に死刑囚またはそれに準ずる者）を集めている。牢の中で死んだ（書類上では死亡扱い）はずなのに街中での目撃談があることからこう呼ばれる。額に布を巻いて隠しているが、構成員の額には死刑囚であることを表す焼きゴテがある。また、落伍した高位武官の中にも構成員となった者がいる。縹家の薬物を投与されている者も居る。

### 賊
茶州の禿鷹（さしゅうのはげたか）
茶州は峯盧山に住む義賊。元は北斗1人での活動で、彼の死後に遺児の翔琳と曜春が二代目になった。但し茶州の禿鷹のことは茶家から聞いて知った為、義賊ではなくただの賊と勘違いしていた。夏に邵可達に北斗のことを知らせるため貴陽に来るが、曜春が猛暑で倒れ、秀麗に助けられる。帰郷時に、燕青に頼まれ、茶春姫を匿う。龍蓮の衣装に感激し、正式な「茶州の禿鷹」の衣装にしようとしている。猿の化け物と間違えられることがある。
殺刃賊（さつじんぞく）
茶州を根城とする賊。燕青と静蘭によって滅ぼされた。
邪仙教（じゃせんきょう）
茶州で奇病騒ぎが持ち上がった際、入信すると奇病にかからないと勧誘し、「奇病は女官吏（紅秀麗）のせい」と噂を流していたカルト教団。教祖は「千夜」と名乗る。
青巾党（せいきんとう）
青い布が目印で、国試受験生の木簡（受験票）を集めていた。名前の由来は『三国志』や『三国志演義』に登場する黄巾党より。

### その他
組連（くみれん）
貴陽の裏社会の親分の集まり。妓女連の親分などが名を連ねる。どんな高官や貴族でも従わず、親分衆に認められた者にのみ従う。
全商連（ぜんしょうれん）
全国商業連合組合。黄州で発祥し、名だたる商人達が数多く加盟する経済機構。各州ごとに支部があり、大規模の商業都市には特区が設けられている。独自の情報網を持ち、伝達手段も有す。
背後で彩七家、特に紅藍両家と提携しているため、信用度・資金力が高い。軍事力もあるため、賊に襲われない。交通手段としては安全である。
彩（さい）
全商連大幹部連の通称。全商連の幹部組織。

## 二つ名
藍染の占者（あいぞめのせんじゃ）
縹璃桜が化けていた占い師。薄い藍色に染めた頭巾付きの外套を纏い、筮竹を持っていた。
紅男（あかお）
姜文仲が紅黎深をたまにこう呼ぶ。
医神（いしん）
華娜のこと。詳細は華 娜の項目を参照。
医仙（いせん）
葉棕庚のこと。詳細は葉 棕庚の項目を参照。
医仙の寵児（いせんのいとしご）
華眞のこと。詳細は華 眞の項目を参照。
一寸じぃさん（いっすんじぃさん）
リオウが羽羽に対してこう呼ぶ。
うーさま
羽羽のこと。背が低く、髭などの可愛らしいフカフカの外見から女官達にこっそり呼ばれている。詳細は羽 羽の項目を参照。
お財布（おさいふ）其の一、其の二
茈 静蘭が紅 邵可一家の為に金銭的援助をさせている人をこう呼ぶことがある。其の一が藍 楸瑛、其の二が榛 蘇芳（タンタン）。
おじさん
紅黎深が男装時の紅秀麗に自身のことをこう呼ばせていた。これは「叔父さん」の意ではなく、壮年の男性という意味の「おじさん」である。黎深は未だ叔父の名乗りを上げていないので、注意が必要。詳細は紅 黎深の項目を参照。
鬼姫
先代黒狼のこと。
怪人仮面男（かいじんかめんおとこ）
翔琳、曜春が黄奇人をこう呼ぶ。詳細は黄 奇人の項目を参照。
魁斗（かいと）
“風の狼”時代の紅邵可の呼び名。詳細は紅 邵可の項目を参照。
官吏殺し（かんりごろし）
陸清雅のこと。詳細は陸 清雅の項目を参照。後に、紅秀麗がいわれる。
菊花君子（きっかくんし）
茶鴛洵のこと。「花」として菊を贈られたことから。
御史台長官の秘蔵っ子（ぎょしだいちょうかんのひぞうっこ）
陸清雅のこと。詳細は陸 清雅の項目を参照。
愚兄（ぐけい）
藍龍蓮が同腹の兄をこう呼ぶ。其の一は藍雪那、其の二は「月」、其の三は「花」、其の四は藍楸瑛のこと。上3人は三つ子。
孔雀男（くじゃくおとこ）
紅秀麗が藍龍蓮をこう呼ぶことがある。派手な装いから命名。
くそじじい
霄瑤璇のこと。特に紫 劉輝や宋 隼凱がこう呼ぶ。他には極悪じじいや狸じじいや古狸と呼ばれることがある。
九紋龍（くもんりゅう）
管飛翔のこと。
傾国の琵琶姫（けいこくのびわひめ）・姮娥楼の秘蔵（こうがろうのひぞう）
百合姫の項目を参照。
紅花（こうか）・紅家直系長姫（こうけちょっけいちょうき）
紅秀麗のこと。紅家の姫という意味がある。詳細は紅 秀麗の項目を参照。
紅藍両家の大物（こうらんりょうけのおおもの）
紅黎深と藍龍蓮のこと。茶 克洵が当主就任後の初の朝賀で二人の挨拶を受けたことについて、鄭 悠舜が紅 秀麗に言った言葉。秀麗は黎深の事は知らないので紅 玖狼のことだと思っている。
氷の長官（こおりのちょうかん）
紅黎深のこと。「怜悧冷徹冷酷非情な」という形容詞が付く。「長官」は吏部尚書であることを指す。詳細は紅 黎深の項目を参照。
氷の理性（こおりのりせい）
紅邵可のこと。王のためなら愛娘の危機であっても動かないという政治判断力。
心の友（こころのとも）
藍龍蓮が親友をこう呼ぶ。其の一は紅秀麗、其の二は杜影月（アニメ中では、其の2.5は陽月）、其の三は碧珀明のこと。
小鳩ちゃん（こばとちゃん）
来俊臣が紅秀麗をこう呼ぶ。
こめつきバッタ
茈静蘭が浪燕青をこう呼ぶことがある。主に照れ隠しで使われる。
サル山の大将（さるやまのたいしょう）
藍雪那（三つ子）が紅黎深をこう呼ぶ。実際に紅家直系の者は紅山の猿に好かれる。
三太（さんた）
王慶張の幼名。王商家の三男坊。詳細は王 慶張の項目を参照。
茶州の禿鷹（さしゅうのはげたか）
茶州の峯盧山に住む義賊。先代頭目は北斗。現頭目は翔琳、その手下に曜春（共に北斗の養い子）。詳細は北斗・翔琳・曜春の項目を参照
詩仙（しせん）
茗茜子（めい せんし）のこと。
十文字 髭吉（じゅうもんじ ひげきち）・十文字 元髭太郎（じゅうもんじ もとひげたろう）・髭左（ひげざ）
葉棕庚が浪燕青をこう呼ぶ。髭面から勝手に命名。また髭左とも。髭を剃ったら十文字元髭太郎。燕青はこの命名に、初めに髭を剃っておけば良かったと本気で後悔した。
隼（しゅん）
司馬迅のこと。
小棍王（しょうこんおう）
“殺刃賊”時代の浪燕青の呼び名。詳細は浪 燕青の項目を参照。
小旋風（しょうせんぷう）
“殺刃賊”時代の茈静蘭の呼び名。詳細は茈 静蘭の項目を参照。
小動物（しょうどうぶつ）
碧珀明が杜影月をこう呼ぶ。詳細は杜 影月の項目を参照。
白百合（しらゆり）
紅玉環のこと。戩華曰く強いからこそ美しいという意味。
先見の巫女（せんけんのみこ）
予知の力を持つ縹英姫のこと。
双花菖蒲（そうかしょうぶ）
李絳攸と藍楸瑛のこと。二人が王より花菖蒲を与えられたことから。詳細は李 絳攸・藍 楸瑛の項目を参照。
タンタン
榛蘇芳のこと。身に付けていた狸の装飾品と置物から、静蘭が命名。詳細は榛 蘇芳の項目を参照。
タケノコ家人（たけのこかじん）
榛蘇芳が茈静蘭をこう呼ぶ。タケノコを投げつけられた経緯からであるが、秀麗はその理由に気づいていない。詳細は茈 静蘭の項目を参照。
血の覇王（ちのはおう）・殺戮の覇王（さつりくのはおう）
紫 戩華の項目を参照。
鉄壁の理性（てっぺきのりせい）
李絳攸のこと。公の場面では無表情を崩さない様にしているが、上手の人間相手には仮面を被らない。詳細は李 絳攸の項目を参照。
常春頭（とこはるあたま）
李絳攸が藍楸瑛をこう呼ぶことがある。特に女性関係の奔放さが垣間見えた時に使われる。
トドの背後霊（とどのはいごれい）
葵皇毅が凌晏樹をこのように称した（秀麗がおぼろげな記憶を要約した言葉なので正しくはない）。
鶏頭（とりあたま）
欧陽玉が管飛翔のことをこう呼ぶことがある。「陽玉」と呼ばれた時などに使われる。何度言っても「陽玉」と言われることから、三歩歩くと忘れるという鶏に例えたもの。詳細は管 飛翔の項目を参照。
昏君（ばかとの）
紫劉輝のこと。詳細は紫 劉輝の項目を参照。
洟垂れ小僧（はなたれこぞう）
紅黎深が劉輝に対してこう呼ぶ。
琵琶姫（びわひめ）
紅玉環のこと。卓越した琵琶の腕からこう呼ばれた。詳細は紅 玉環の項目を参照。
碧 幽谷（へき ゆうこく）
碧家の至宝と呼ばれる、ある天才画家の雅号。詳細は碧 歌梨の項目を参照。
ボウフラ将軍
縹珠翠が藍楸瑛をこう呼ぶことがある。後宮に忍び込んで女官に手を出すところから名づけられた。珠翠のところに女官の苦情が多発している（中には辞職する女官も出るほど）。
螢（ほたる）
司馬迅が十三姫に対して呼ぶ名。
水の貴族（みずのきぞく）
水族（川に現れる賊）の別名。
李姫（りき）
李絳攸の妻のこと。秀麗に李姫となれということは絳攸の妻になれという意味である。尚、彩雲国は夫婦別姓であり、絳攸と結婚しても李姓になる訳ではない。寧ろ画策する紅玖琅は絳攸に紅姓へ改めさせるつもりでいる。
龍神（りゅうじん）
神速の藍家水軍のこと。
龍笛賭博師（りゅうてきとばくし）
藍龍蓮のこと。勝ったら必ず吹いていく「慰めの笛」から名がついた、負け知らずの名賭博師の異名。一度だけ胡蝶に負けている。ただしイカサマ。詳細は藍 龍蓮の項目を参照。
若様（わかさま）
秀麗が「淋千夜」を名乗っていた茶朔洵をこう呼んでいた。詳細は茶 朔洵の項目を参照。

## その他
彩八仙（さいはっせん）
彩雲国建国前に、初代国王蒼玄を助けたと言われる8人の色の名を冠した仙人達。その後、歴史に何度か登場するが、いずれも名君とされる王の時代であった為に、仕えるに足る王のもとに現れると言われている。
-     紫仙の紫霄（霄 瑤璇）
-     黄仙の黄葉（葉 棕庚）
-     白仙の白夜（杜 影月の中／陽月）
-     紅仙（紅 秀麗の中／薔薇姫・紅 薔君）
-     藍仙の龍蓮（藍 龍蓮の中）
-     茶仙（南老師）
-     碧仙（欧陽純の中）
-     黒仙（凌晏樹が契約者、代償に茶朔洵を差し出した）

黒仙のみ素性不明。紫仙と黒仙は蒼玄の時代から一度も「眠っていない」。黄仙も同じ時代から一度も天へ戻っていないらしい。仙人が取り憑いている相手は基本的に死体であり、どんな怪我をしても死なない。「藍龍蓮」は生きたまま仙を宿すことが出来る。子を産むには生きている身体が要り、紅仙は縹家に囚われている間、何度も身体を取り替えさせられた。秀麗の場合、紅仙が中で「眠る」ことで寿命の流れる速さを極端に遅くして延命させている。不死ではないが体に負荷がかかっている。『紫闇』で紅仙を除く彩八仙全員が仙洞宮に集まる。
国語り（くにがたり）
初代国王蒼玄が彩八仙の力を借り、彩雲国を作った物語。子供達に人気がある。
奇病（きびょう）
正式名称は不明。雪国で冬の早い年に発病。秋に餌を探しに人里に下りてきたユキギツネの糞にある寄生虫が原因。水や木の実のなどに入っていて、知らずに飲んだり食べたりすることで発症する。人から人への直接伝染はないとされる。下剤（虫下し）が効かない。西華村の時は原因が分からず、全滅してしまったが、石榮村のときは人体切開で治した。作者によると、実際にある病気（エキノコックス症）を参考にしているとのこと。
異能（いのう）
縹家の女性が持つ法力。稀に男性も持つ。異能持ちはその生命力を削って術を使うため、概して短命である。気候操作は純血に近い最高位術者のみが行使できる。
暗示（あんじ）
縹家の暗殺傀儡として育てられた者にかけられた。解除は大巫女である瑠花しか行えないはずだが、珠翠にかけられたものは話し相手を欲した薔薇姫が一部を解いており、秀麗の声に反応して一時的に解けたこともある。個人の意思を奪うものであるため、珠翠本人もずっと抵抗していた。
魂魄（こんぱく）
人が死ぬと四魂七魄に分かれ、魂は天を翔け、魄は地に潜る。魄は寿命を分け持っており、4歳の魄1つにつき10年ほどの寿命がある。杜影月が白夜と会った時、既に魂は霧散し、魄も2つだけが残っていた。白夜と同居するだけで寿命は削られていく為、華眞の延命に魄1つをあげた後、影月の寿命は5年にも満たないほどになっていた。
離魂した場合、物理的干渉力は持たないが、術によるものではない場合は物理的干渉力を持ったり、飲食までできる事例もある。魂魄単体になると持ち主を表す色を纏うようになる。現実では三魂七魄と、魂の数が1つ増えている。
楽曲（がっきょく）
東湘記（とうしょうき）
琳千夜（茶朔洵）が秀麗に二胡を買う条件として指定した5曲の一つ。曲名の由来は元曲の代表作『西廂記』か。
鴦鴦伝（おうおうでん）
琳千夜（茶朔洵）が秀麗に二胡を買う条件として指定した5曲の一つ。曲名の由来は唐代の伝奇小説であり、西廂記の原作となった『鶯鶯伝』か。
彩宮秋（さいぐうしゅう）
琳千夜（茶朔洵）が秀麗に二胡を買う条件として指定した5曲の一つ。曲名の由来は元曲の代表作『漢宮秋』か。
琵琶記（びわき）
琳千夜（茶朔洵）が秀麗に二胡を買う条件として指定した5曲の一つ。曲名の由来は南曲の代表作『琵琶記』か。
蒼遙姫（そうようき）
琳千夜（茶朔洵）が秀麗に二胡を買う条件として指定した5曲の一つで、葬送曲。二胡でも難曲、琴の琴でとなると楽官でも弾ける者は居ない。歌詞もあるが、内容は不明。曲名の由来は蒼家の人間、蒼遙姫か。
相愛恋（そうあいれん）
茶 朔洵が茶家当主選定式を欠席して、秀麗を待ちながら弾いていた曲。
蘇芳（すおう）
秀麗が冗官たちに弾いていた曲。身分違いの恋愛を歌う内容で、甘い調べ。榛蘇芳の名前の由来になった。葵皇毅は好きではない曲だが秀麗の二胡に張り合おうと龍笛で対抗した。
薔薇姫（ばらひめ）
秀麗が藍州の旅の途上、舟の上で引いた曲。同名のお伽話を弾き語りすることもある。
想遥恋（そうようれん）
永遠に叶わぬ片恋を詠う。藍楸瑛が縹珠翠を初めて見た時、彼女が舞っていた曲。曲名の由来は『想夫恋』か。
藍龍蓮作曲の曲名（らんりゅうれんさっきょくのきょくめい）
邵可邸自給自足・白の集い編（しょうかていじきゅうじそく・しろのつどいへん）
邵可邸裏庭の大根・蕪・葱の食べ頃になる前の危うい白さに触発されての即興曲。
白の集い・蜜柑の夕べ（しろのつどい・みかんのゆうべ）
「邵可邸自給自足・白の集い編」の完成形。
誰がために腹は鳴る（たがためにはらはなる）
竹泉で即興で作った曲。物寂しげな音色。
勇気ビンビンの曲（ゆうきびんびんのきょく）
龍眠山で楸瑛を勇気付ける為に演奏しようとした即興曲。藍楸瑛はそれをいうなら勇気凛々と突っ込んだ。
藍州八珍味（らんしゅうはちちんみ）
うち、二つが「藍鴨の卵」「喉頭茸」。藍鴨の卵は双黄鴨卵と言って、必ず黄身が二つ入っている。喉頭茸は猿の頭の形をしたきのこ。藍鴨・喉頭茸ともに九彩江にしか生息しない。
御魂御灯（みたまごとう）
5日間、家々には燈籠がつるされ、新月の夜には死んだ人や会いたくても会えない人に夢で会うことができると言われている。
屍人（キョンシー）
モチーフは香港や台湾のホラー映画である「霊幻道士」シリーズなどに出てくるキョンシーと思われる。
渡り蝶（わたりちょう）
魂を運ぶとされている蝶。紅藍のまだら模様をもつ黒い蝶。万里山脈から紫州に渡ってくる。幼虫の間に毒草を食べ、毒性を持つ。北から南の藍州へと渡る。南で生まれた者は北へ渡ろうと飛ぶが、風向きや天候の関係で途中で力尽き、実際に北へ戻れるのは南で生まれた蝶の子供とのこと。
漢字（かんじ）
識字率は低い方で、商家ならともかく庶民は知らない者が多い。紫劉輝によると常用漢字があるらしい。玖と九がそれぞれ人名に出るなど、新旧字体が混在している。読みは現実の音読みが多いが、櫂瑜の櫂の様に訓読みや、榛蘇芳の蘇芳の様に慣例読みの例もある。